# المسيحية في المكسيك
المسيحية في المكسيك هي الديانة السائدة والمهيمنة، وفقًا لتعداد عام 2010 من قبل المعهد الوطني للإحصاءات والجغرافيا الغالبية العظمى (94.5%) من سكان المكسيك من المسيحيين، معظمهم من أتباع الكنيسة الرومانية الكاثوليكية، وحوالي 82.7% من سكان المكسيك يعرّفون أنفسهم ككاثوليك. المكسيك هي ثاني أكبر أمة كاثوليكية من حيث العدد في العالم بعد البرازيل، وثالث أكبر دولة مسيحية في العالم. تُعرف إلمكسيك بتراثها الكاثوليكي الثقافي والغنيّ، وتقوم معظم المدن والبلدات والقرى المكسيكية سنويًا بالإحتفال بالقديسين الشفعاء، وتضم الكنيسة الكاثوليكية في المكسيك على مجموعة واسعة من الفنون والموسيقى المسيحيَّة. وتُعتبر أبرشية الرومان الكاثوليك في مكسيكو أكبر أبرشية كاثوليكية في العالم؛ وتُعد المدينة أكبر تجمع حضري مسيحي وكاثوليكي في العالم.
تاريخياً تُعتبر الكنيسة الرومانية الكاثوليكية في المكسيك أقدم الكنائس القائمة في البلاد، وتأسست في أوائل القرن السادس عشر. عند الاستقلال احتفظت الكنيسة الرومانية الكاثوليكية بمكانتها الخاصة باعتبارها الكنيسة الوحيدة المسموح بها في المكسيك. في منتصف القرن التاسع عشر قلص الليبراليون المكسيكيون المكانة الحصرية للكنيسة الكاثوليكية، وقام المبشرون البروتستانت، ومعظمهم قدم من الولايات المتحدة، بالتبشير في المكسيك. نمت الطوائف المسيحية الأخرى في المكسيك، التي يعود تاريخ وجودها إلى القرن العشرين. مع نمو الهجرة من الشرق الأوسط تم إنشاء وجود وحصور للكنائس المسيحية الشرقية. وسعت الكنائس البروتستانتية الإنجيلية من توسيع نطاقها بشكل كبير منذ أواخر القرن العشرين.
على الرغم من أنّ المسيحية هي الديانة السائدة في المكسيك، فإن الدولة المكسيكية علمانية رسميًا منذ الفصل بين المؤسسات
الدينيَّة والإدارة السياسيَّة للأمة في عام 1857، والذي تم التصديق عليها في الدستور الحالي لعام 1917. أشار خوسيه ماريا موريلوس في كتاباته إلى أنه يجب ألا يكون هناك أي تسامح مع أي دين آخر غير الكاثوليكية، وقد أعلن دستور عام 1824 أن الدين الرسمي للجمهورية سيكون الكاثوليكية، ومنذ النصف الثاني من القرن العشرين، بدأت عملية دخول العقائد المختلفة غير الكاثوليكية. في حين تميز عقد 1920 بصراع ديني يُعرف باسم «حرب كريستيروس»، حيث اشتبك العديد من الفلاحين بتشجيع رجال الدين مع الحكومة الفيدرالية التي قررت إنفاذ القوانين الدستورية لعام 1917؛ والتي إتبعت سياسية إلحاديَّة معادية للكاثوليكية ولرجال الدين. انتهت الحرب بإتفاق بين أطراف النزاع وتم تحديد مجالات العمل الخاصة بهما. حتى منتصف عقد 1990 لم يعترف الدستور المكسيكي بوجود أي مجموعة دينية. وفي عام 1993 تم سن قانون بموجبه تمنح الدولة للجماعات الدينية وضعًا قانونيًا «كجمعيات دينية». سمحت هذه الخطوة بإعادة العلاقات الدبلوماسية مع الكرسي الرسولي، والتي لم تعترف بها الدولة المكسيكية ككيان سياسي في السابق.

## تاريخ

### الحقبة الإستعمارية

#### الغزو الإسباني (1519–1572)

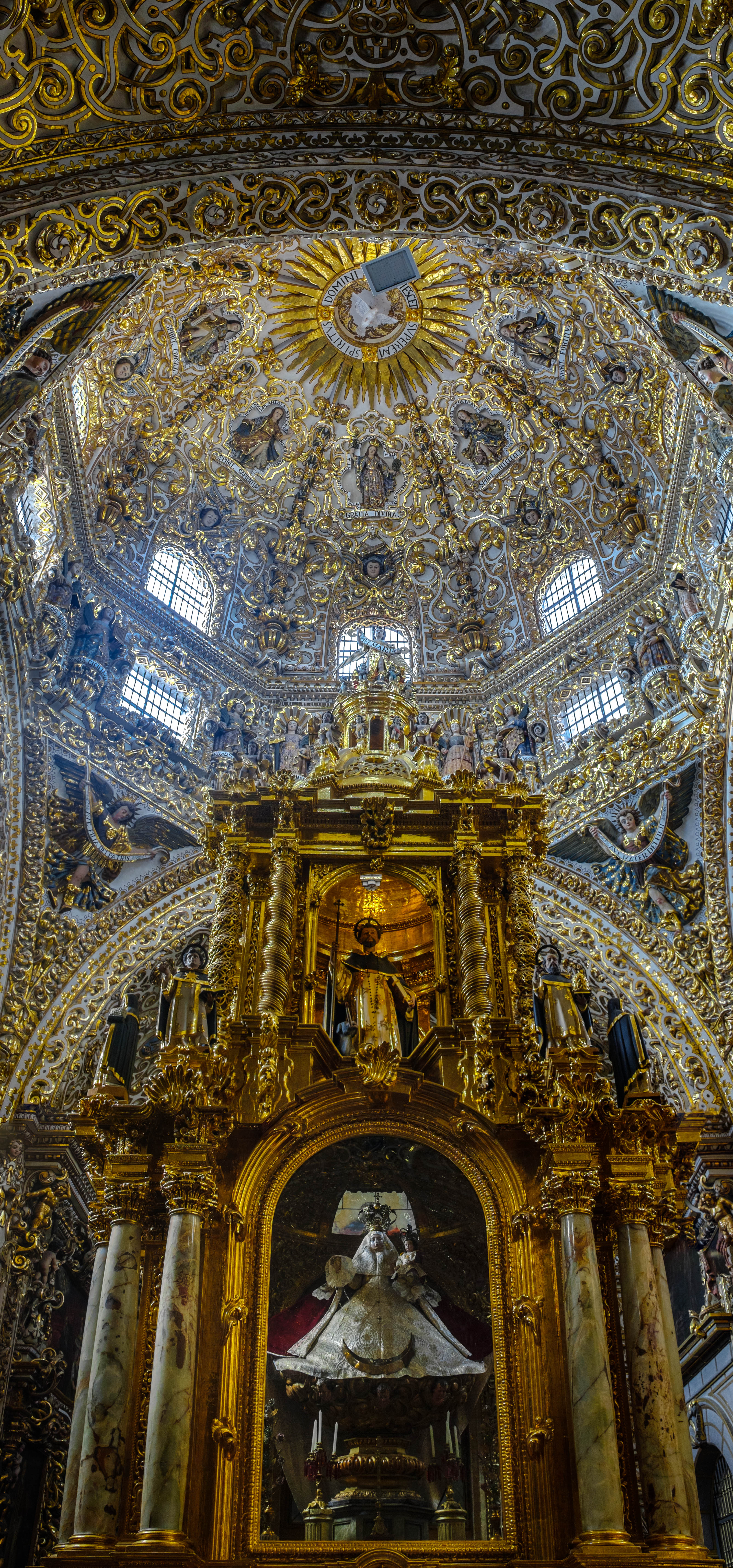
كابيلا ديل روساريو وهي من المآثر العمرانيّة التي تعود للحقبة الإستعماريَّة.

يعود تاريخ الكنيسة الرومانية الكاثوليكية في المكسيك إلى الحقبة الإستعماريَّة الإسبانيَّة واستمرت كأهم مؤسسة في المكسيك في القرن الحادي والعشرين. وتعد الكاثوليكية هي واحدة من الموروثات الرئيسيَّة للحقبة الإستعماريَّة الإسبانية، إلى جانب الإسبانية كلغة الأمة. حيث أصبحت المنطقة جزءًا من أراضي الإمبراطورية الإسبانية تحت اسم إسبانيا الجديدة. وأعاد كورتيس بناء مكسيكو سيتي في أعقاب سقوط تينوتشتيتلان في 1521. أنشئت العديد من التقاليد والهوية والعمارة المكسيكية خلال الفترة الإستعمارية.
في عصر الغزو المبكر للمكسيك، لم تنشأ المؤسسات الرسمية للكنيسة والدولة. ولكن مع ثبيت التسلسل الهرمي الأسقفي بعد طلب إرنان كورتيس تم إرسال المبشرين من الفرنسيسكان، والدومنيكان، والأوغسطنيين لأسبانيا الجديدة، لتحويل السكان الأصليين إلى الديانة المسيحية. وكان المبشرين الإثني عشر من الفرنسيسكان أول الذين وصلوا إلى إسبانيا الجديدة عام 1524، تلاه رهبان النظام الدومينيكي في عام 1526، والرهبان من النظام الأوغسطيني في عام 1533. كان لوصول الرهبان الفرنسيسكان الإثني عشر من العالم القديم إلى المكسيك بداية لما يسمى بالفتح الروحي للمكسيك. ومن بين العديد من الأسماء التي بشرت في المكسيك كان كل من توريبيو دي بينافنت موتولينيا، وبرناردينو دي ساهاغون، وأندريس دي أولموس، وألونسو دي مولينا وجيرونيمو دي منديتا. وكان الأسقف الأول للمكسيك خوان دي زوماراجا من الفرنسيسكان. ومع اكتشاف الأراضي المكسيكيَّة قدم العديد من المبشرين من الرهبنة الدومنيكانية منهم كان بارتولومي دي لاس كاساس، والذي شغل كان لفترة أسقفًا على تشياباس في المكسيك، وهو معروف بلقب رسول الهنود، إذ كانت اشتهر بمساعيه لرفع الظلم الذي وقع عليهم بعد الغزو الإسباني. كما كان كل من ديجو دوران، وألونسو دي مونتوفار، الذي أصبح الأسقف الثاني للمكسيك من الرهبنة الدومنيكانيَّة.
وكان التاج والمبشرين الفرنسيسكان يأملان في أن يصبح تدريب كهنة كاثوليك من السكان الأصليين عاملاً مساعدًا في تحويل السكان الأصليين للمسيحيَّة، وتم ذلك في البداية برعاية الأسقف خوان دي زوماراغا ودون أنطونيو دي مندوزا، حيث أنشئ كليّة سانتا كروز دي تلاتيلولكو في عام 1536، في ميكسيكو سيتي. درَّس العديد من الفرنسيسكان البارزين في الكليَّة، بما في ذلك برناردينو دي ساهاغون، ولكن خلص الفرنسيسكان إلى نتيجة أنه على الرغم من أن طلابهم الهنود أصبحوا جزءًا من النخبة وقادرون على التعليم العالي، الأ أن فشلهم في الحفاظ على عادات الحياة المتوقع من الرهبان أدى إلى إنهاء تعليمهم الديني. وواصلت كلية القانون بالعمل لعدة عقود، ودرس فيها بعض الطلاب الذين أصبحوا مشاركين في مشروع ساهاغون لجمع المعلومات عن الأزتيك وفي العمل في البعثات التبشيريَّة بين السكان الأصليين.
أسس الرهبان مئة وعشرين مستشفى في أول مئة سنة من الحقبة الإستعمارية، كان يخدم بعضها الإسبان فقط ولكن خدم معظمها حصرًا السكان الأصليين. وكانت هذه المستشفيات بالنسبة للهنود ذات أهمية خاصة لأن الأوبئة إلى موت عدد لا يحصى من الهنود بعد الغزو الإسباني. وهب إرنان كورتيس أراضي لمستشفى الحبل بلا دنس، المعروف أكثر باسم مستشفى جيسوس، في مكسيكو سيتي، وقام بإدراته الرهبان الكاثوليك. كما أسس الأسقف فاسكو دي كيروجا، عدد من المستشفيات في ميتشواكان. وأسس التاج الملكي المستشفى الهندي الملكي في ميكسيكو سيتي (بالإسبانيَّة: Hospital Real de Indios) في عام 1553، وقد عمل المستشفى حتى عام 1822 عندما اكتسبت المكسيك استقلالها. على الرغم من أنَّ المستشفى الهندي الملكي كان مؤسسة تابعة للتاج الملكي، الأ أنه كان معظم العاملين في التمريض في المستشفى خلال القرن الثامن عشر من رهبان سان هيبوليتو. وتم تأسيس هذا النظام الديني في المكسيك من قبل برناردينو دي ألفاريز (1514-1584)، وأنشأ رهبانه عددًا من المستشفيات. لم تكن المستشفيات مجرد أماكن لعلاج المرضى والموت، بل كانت أيضًا مؤسسات روحيَّة.

#### إسبانيا هابسبورغ (1550–1700)

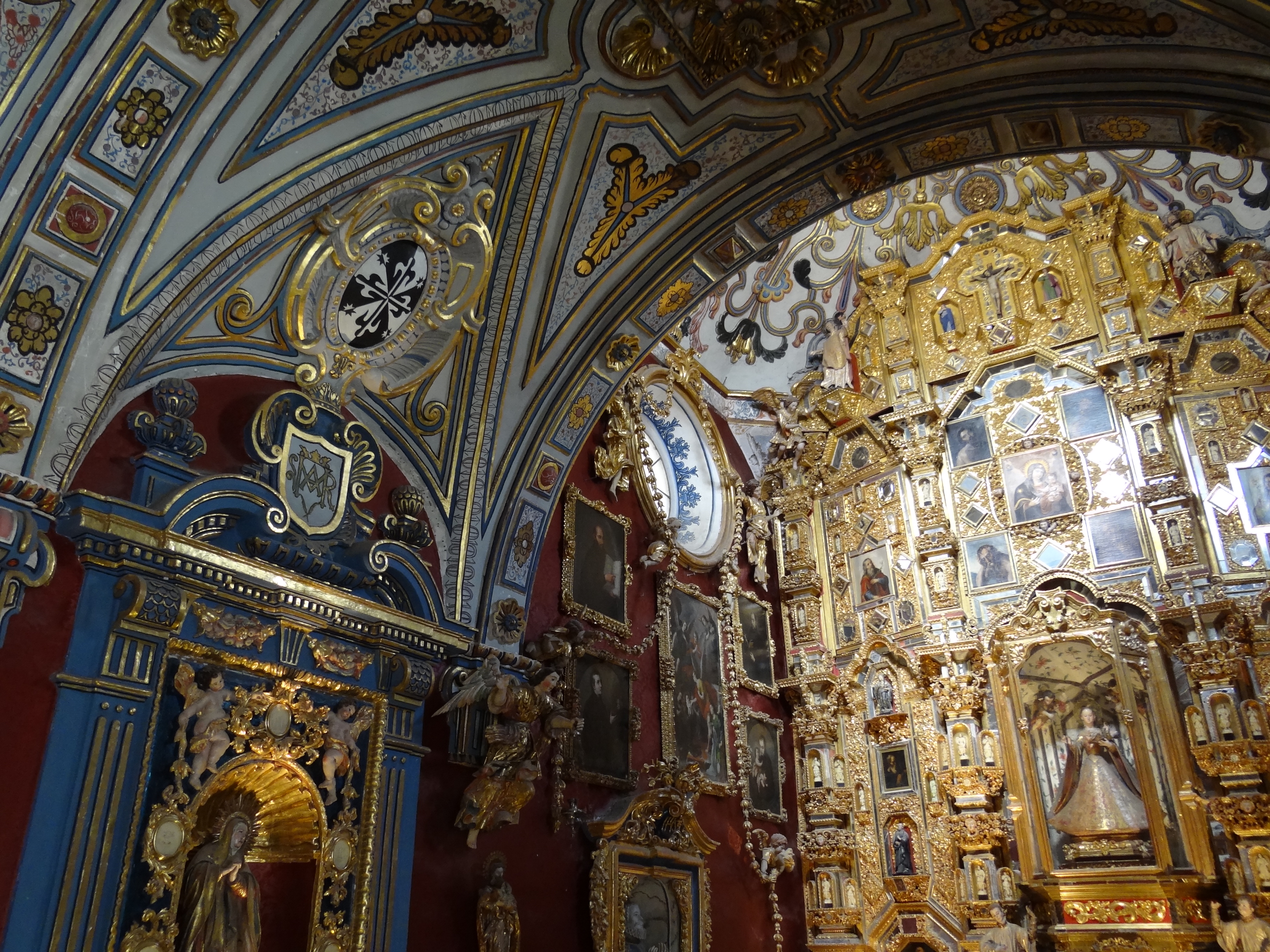
كابيلا دوميستيكا وهي من أبرز الآثار الكاثوليكية في القرن السادس عشر.

خلال حكم آل هابسبورغ تم تنظيم الكنيسة الكاثوليكية وفقًا للمناطق أو الأبرشيات الإقليمية، وكان لكل منها أسقف. تأسست أبرشيَّة المكسيك في مدينة مكسيكو في عام 1530. في البداية، لم تكن المكسيك سوى ولاية أسقفيَّة في حد ذاتها؛ حيث حتى 1547 كان تحت تخضع لسلطة رئيس أساقفة إشبيلية في إسبانيا. وكان الأسقف الأول للمكسيك الفرنسيسكاني دون خوان دي زوماراجا. بشكل عام، لم يتم تعيين شخص من الرهبانيات في منصب رفيع في التسلسل الأسقفي، لذلك كان كل من زوماراغا وخليفته الدومينيكان ألونسو دي مونتوفار (1551-1572) الذين تقلدو منصب أسقف المكسيك حالات إستثنائيَّة. في عام 1572 أصبح بيدرو مويا دي كونتريراس الأسقف الأول للمكسيك والذي كان رجل دين. وكان الأسقف يتمتع بسلطة كبيرة تشمل المسائل التشريعيَّة والتنفيذيَّة والقضائيَّة. وكان الأسقف يحكم على منطقة جغرافية يطلق عليها أبرشية، مقسمة إلى الرعايا، ولكل منها كاهن رعية. وكان مقر الأبرشية كاتدرائية، والتي كان لها إدارتها الخاصة، وكان الكابيلدو إكليزياستيكو المسؤول كبير وعميد الكاتدرائية. أصبحت إسبانيا الجديدة مقرًا للمطران في عام 1530، مع رئيس الأساقفة الذي يقوم بالإشراف على الأبرشيات المتعددة. وأصبحت أبرشية ميتشواكان أبرشية في القرن السادس عشر أيضًا. ومع إنشاء المزيد من الأبرشيات في المكسيك تميزت الفترة ببناء كاتدرائيات في المدن الرئيسية: الكاتدرائية في أنتيكيرا (الآن مدينة أواكساكا) (1535)، وكاتدرائية غوادالاخارا (1541)، وكاتدرائية بويبلا (1557)، وكاتدرائية زاكاتيكاس (1568)، وكاتدرائية ميريدا (1598) وكاتدرائية سالتيلو (1762).
كان للرجال الدين (ولكن ليس الراهبات) امتيازات كنسيَّة يطلق عليها باسم فويروس (بالإسبانيَّة: fueros)، والتي تعفي رجل الدين من المحاكم المدنيَّة، بغض النظر عن الجريمة، ولكن يتم محاكمتهم في المحاكم الكنسيَّة. ويعني هذا الفصل بين الولايات القضائيَّة بالنسبة للمجموعات المختلفة أنَّ للكنيسة سلطة مستقلة كبيرة. في أواخر القرن الثامن عشر، كان أحد إصلاحات بوربون هو إزالة هذا الفويروس، مما جعل رجال الدين يخضعون للمحاكم المدنية. وكان أعضاء الطبقة العليا من التسلسل الهرمي الكنسي، وكهنة الرعية، والقساوسة الذين عملوا في مؤسسات دينية مثل المستشفيات، يحصلون على دخل محترم. ومع ذلك، لم يكن كل الكهنة المرسمين لديهم دخل مادي وبالتالي وكان عليهم أن يجدوا وسيلة لكسب لقمة العيش. وبما أن الكهنة الإكليريكيين لم يأخذوا نذر الفقر، فإنهم كثيرًا ما عملوا في وظائف اقتصاديَّة مثل أي عضو آخر في المجتمع الهسباني. مثال على رجل دين إكليريكي يجمع بين دخل من وظيفة متعددة هو دون كارلوس دي سيغوينزا غونغورا الراهب والعَالِم، وهو واحد من المثقفين الأكثر تميزًا في إسبانيا الجديدة.

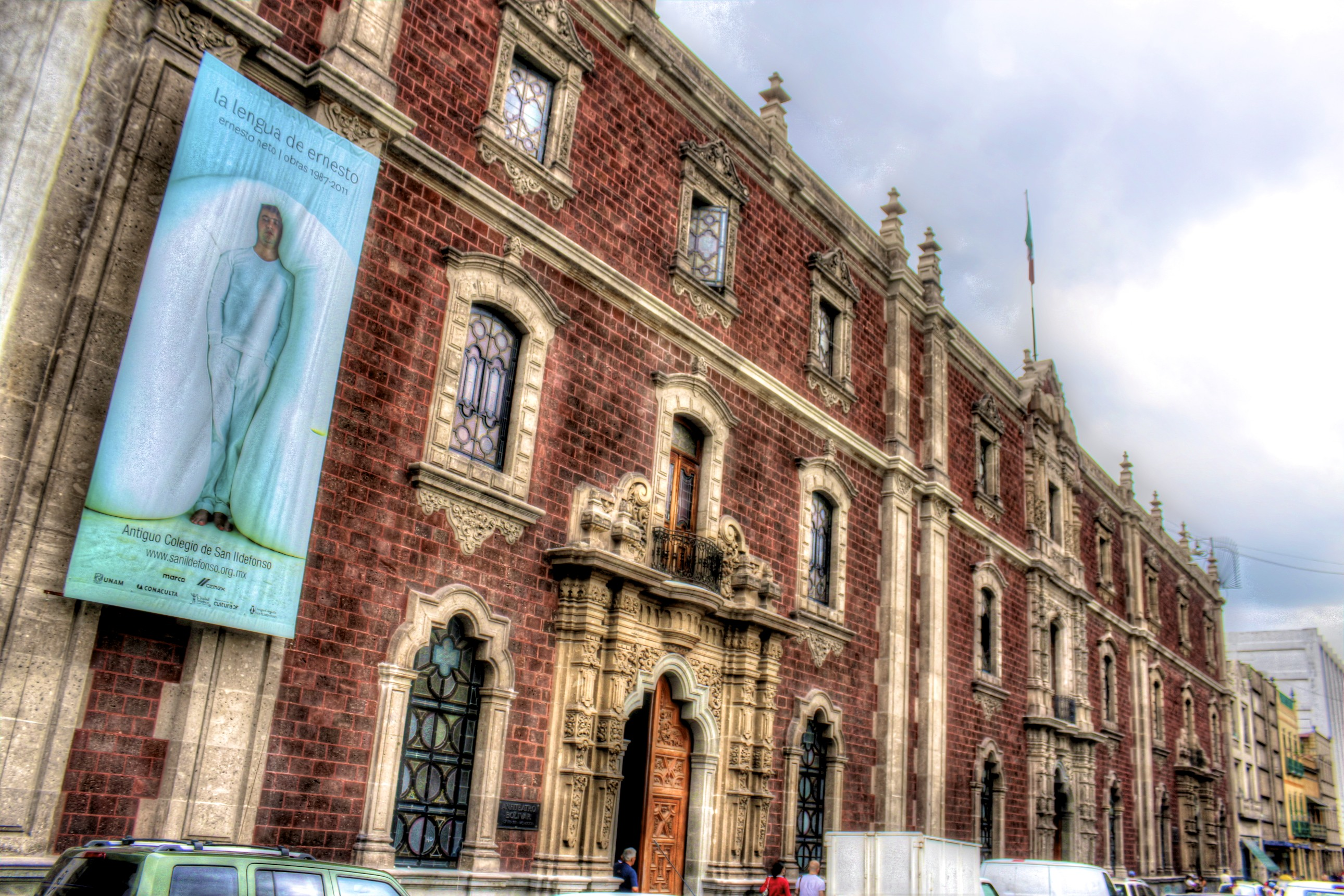
واجهة كوليجيو دي سان إلديفونسو اليسوعيَّة، خرّجت المدارسة نخبة وصفوة المجتمع المكسيكي.

في نفس الفترة التي تم فيها إنشاء التسلسل الهرمي الأسقفي، قدم إلى البلاد في عام 1572 رهبان من جمعية يسوع أو اليسوعيين، وهو نظام ديني جديد يقوم على مبادئ جديدة، وتميز اليسوعيون بالكفاءة حيث كان لديهم معايير عالية لقبول أعضائها إلى جانب سنوات من التدريب. وطفقوا في أنحاء إسبانيا الجديدة يؤسسون المدارس والكليات والمكتبات. درّس اليسوعيون الفلسفة واللاهوت، إضافة إلى العلوم التطبيقية الحديثة في ذلك العصر، وساندوا النزعة الإنسانية بل كانوا «محركي الثقافة الإنسانية المعاصرة في الفلسفة»، وشددوا على أهمية التكافل والتعاضد بدلاً من التقاتل. وعلى صعيد العلم التطبيقي، وحسب شهادة معاصرة «كانوا رواد علم المستحاثات ضد التصورات الساذجة لذلك العصر»، وكانوا «أبطال تربية نشيطة، ومناهج دراسية حديثة». وكانوا بارعين في اجتذاب أبناء أسر النخبة الذين تعلم أبناءها في الجامعات الكنسيَّة التي تأسست حديثًا، بما في ذلك كوليجيو دي سان بيدرو دي سان بابلو، وكوليجيو دي سان إلديفونسو، وكوليجيو دي سان فرانسيسكو خافيير. تلك العائلات النخبة نفسها كانت تأمل في أن يقبل ابن لها في مهنة الكهنوت كيسوعي. وكان اليسوعيون أيضًا متحمسين في تبشير السكان الأصليين، ولا سيمَّا على الحدود الشمالية. في المرحلة الثانية من تاريخ اليسوعيين، أوفدوا بعثات كثيرة حول العالم لنشر الإنجيل، وعمدوا أيضًا إلى تأسيس مستوطنات بشرية تحولت إلى مدن كبرى.

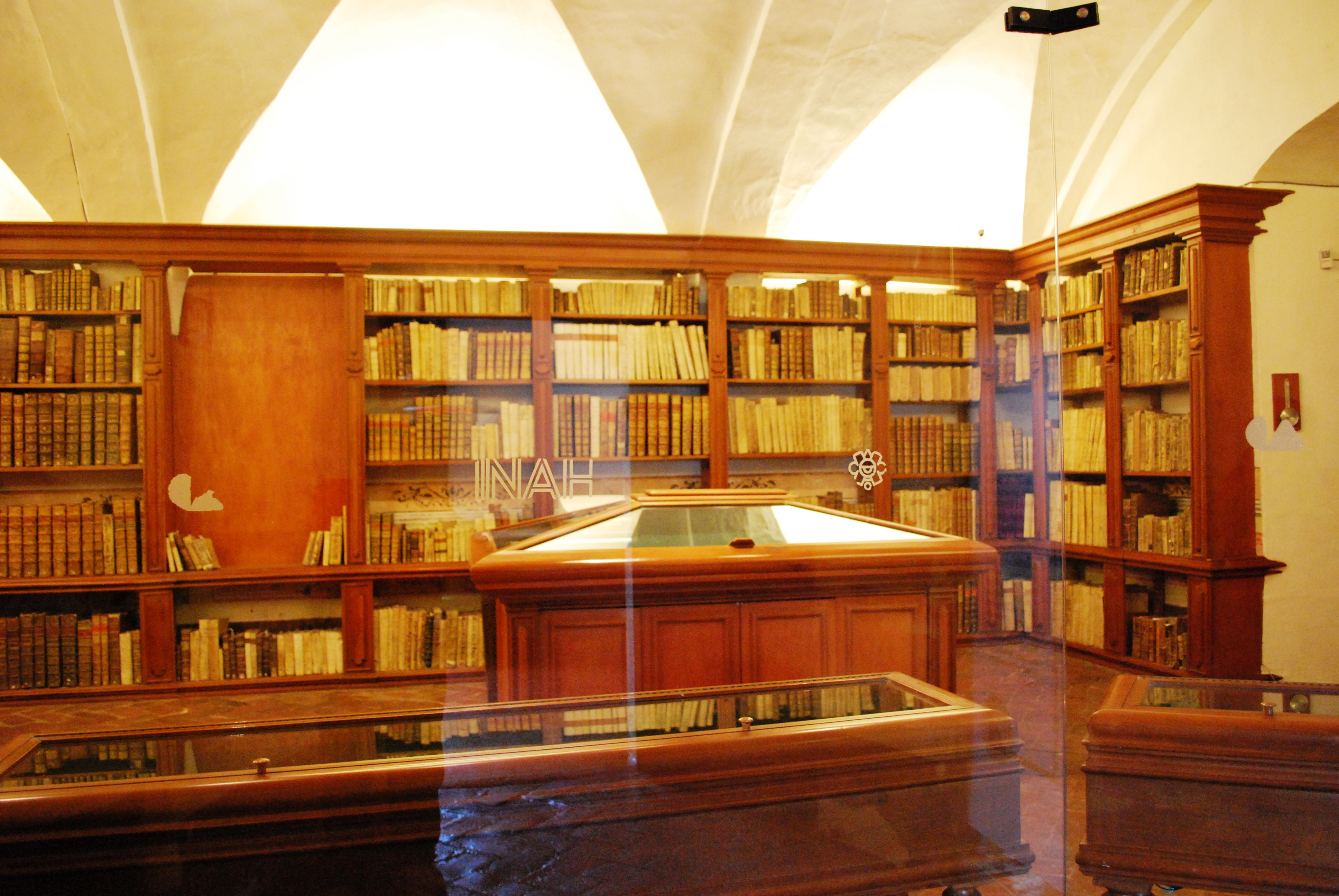
مكتبة كوليجيو دي سان بيدرو دي سان بابلو اليسوعيَّة.

ومع بناء الكليات والمدارس أكتسب اليسوعيين مساحات من العقارات وقد تبرعت النخب الغنية بعدد من هذه المزارع لليسوعيين. وكان التبرع لليسوعيين بمثابة الشرارة التي أدت إلى اشعال الصراع في القرن السابع عشر بين دون خوان دي بالافوكس أسقف بويبلا مع اليسوعيين في تلك المدينة. وبما أنَّ اليسوعيين قاوموا دفع العشور في ممتلكاتهم، حلت التبرعات مكان المدخول المادي القادم عن طريق جمع العشور. وكانت العديد من المزارع اليسوعيَّة ضخمة، وأنتجت مزرعة هاسيندا سانتا لوسيا العصير المخمر من الصبار، حيث كان الصبّار من الغذاء المستهلك الرئيسي بين الطبقات الدنيا والسكان الأصليين في المدن الهسبانيَّة. أدار اليسوعيون ممتلكاتهم كوحدة متكاملة مع النظام اليسوعي الأكبر، وقام اليسوعيون بتوسيع البعثات التبشيريّة إلى السكان الأصليين في منطقة الحدود، واستشهد عدد منهم، ولكن التاج الملكي دعم تلك البعثات. لم تكن عقارات الفرنسيسكان تتراكم، وهم الذين تم تأسيسهم كرهبانية تنذر الفقر، وذلك على عكس الدومنيكان والأوغسطنيين. وقد شارك اليسوعيون في صراع مع التسلسل الهرمي الأسقفي حول مسألة دفع العشور، وضريبة العشرة في المئة على الزراعة التي فرضت على العقارات المهددة لدعم التسلسل الهرمي للكنيسة، وبما أن اليسوعيين كانوا أكبر نظام ديني يملك العقارات، متجاوزين بذلك الدومنيكان والأوغسطنيين فقد كانوا معفيون، بسبب الامتيازات البابوية الخاصة. في منتصف القرن السابع عشر، قام أسقف بويبلا دون خوان دي بالافوكس بالنظر حول هذه المسألة، الأ أنَّ مساعيه باءت بالفشل حتى أنه استدعيّ إلى إسبانيا، حيث أصبح أسقف أبرشية أوسما الصغيرة. وهو ما زاد من قوة اليسوعيين الاقتصاديَّة ونفوذهم.

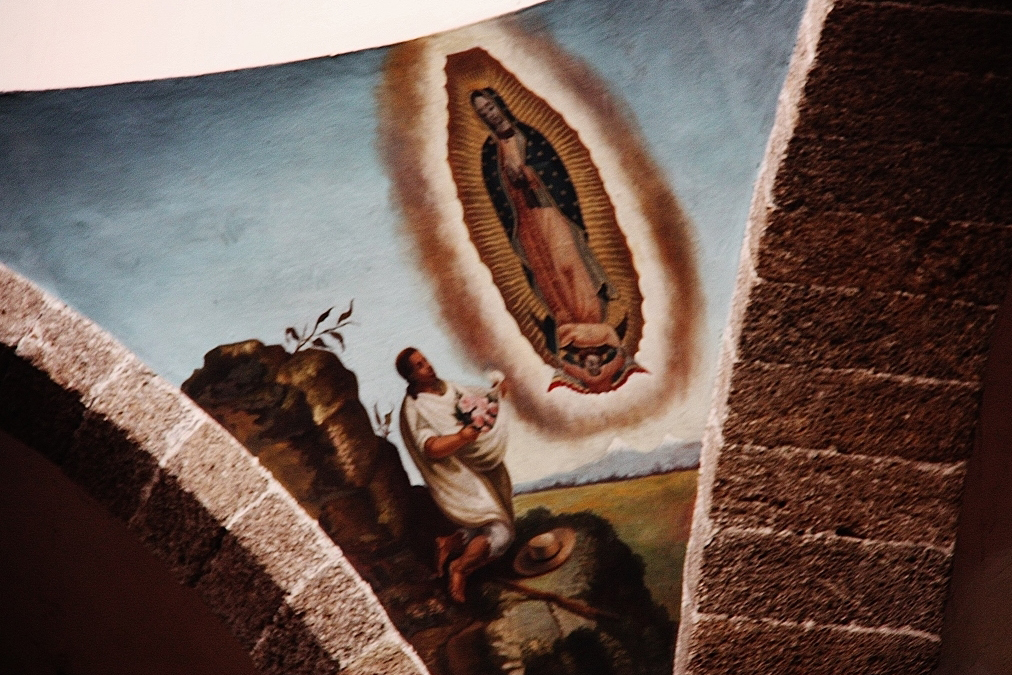
أيقونة تصوّر ظهور مريم العذراء، سيدة غوادالوبي لخوان دييغو حسب التقاليد الكاثوليكيَّة.

يعتقد الكاثوليك أنه في عام 1531، ظهرت مريم العذراء لخوان دييغو، وببحسب الرواية التقليدية فقد ظهرت الصورة بشكل إعجوبي على ظهر عباءة فلاح بسيط، وتعتبر مريم العذراء، سيدة غوادالوبي شفيعة الأمريكيتين؛ إحدى أقدم الآثار المسيحية في العالم الجديد وأشهرها تعود لعام 1555، ومن أيقونات العذراء السمراء. نمى تكريم مريم العذراء، سيدة غوادالوبي في القرن السابع عشر، وأصبحت مرتبطة خاصًة مع الإسبان المولودين في الولايات المتحدة. في عهد الاستقلال للمكسيك، أضحت رمزًا هامًا للمتمردين ولدعاة تحرير المكسيك. وعلى الرغم من أنَّ مزار مريم العذراء، سيدة غوادالوبي هو من أهم مواقع الحج المريميَّة في المكسيك، الأ أنَّ البلاد تضم عدد المزارات التي يؤمها الحجاج الكاثوليك منذ الحقبة الإستعماريَّة أبرزها في خاليسكو التي تضم كنيسة سيدة سان خوان دي لوس لاغوس وكنيسة سيدة زابوبان في أواكساكا. في الفترة الإستعمارية وخاصة خلال النضال من أجل الاستقلال في أوائل القرن التاسع عشر، كانت عذراء لوس ريميديوس الرمز للملكيين الذين دافعوا عن الحكم الإسباني في إسبانيا الجديدة.
في الجيل الأول من الإسبان المهاجرين إلى إسبانيا الجديدة، هاجرت النساء أيضًا للانضمام إلى أقربائهم، وكنَّ من المتزوجات عموًما. مع عدد قليل من الشركاء الزوجيين الإسبان، كان هناك ضغط على النساء الإسبانيات للزواج بدلاً الرهبنة. ومع ذلك، ومع قدوم المزيد من الأسر الإسبانيَّة، وكان هناك عدد أكبر من البنات، مما أدى إلى تمكن الاقتصاد الاجتماعي أن يستوعب إنشاء أديرة للنساء. تأسس الدير الأول في إسبانيا الجديدة في عام 1540 في مدينة مكسيكو. وضمت مدينة مكسيكو أكبر عدد من الأديرة وابتداًءا من عام 1576 كان هناك ستة وخمسين ديرًا للنساء من الكريول في إسبانيا الجديدة، وفي المكسيك، كانت كلمة كريولو تشير بداية إلى المولودين في المكسيك ممن لهم نسب إسباني (تمييزًا لهم عن المستعمرين الذين هاجروا من إسبانيا).

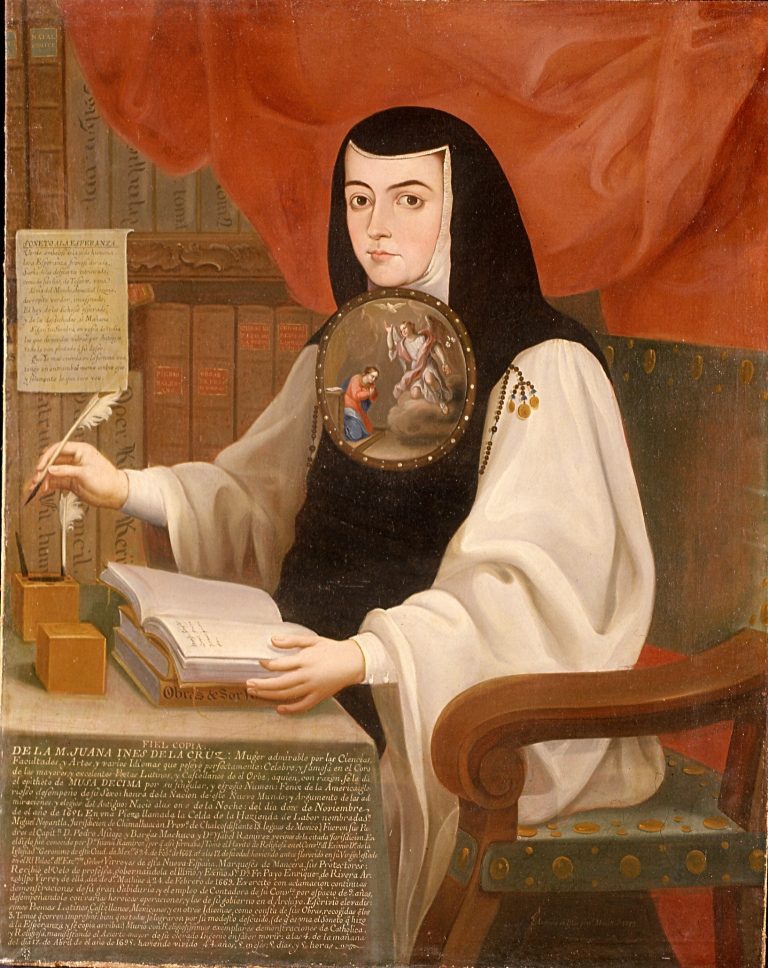
خوانا إينيس دي لا كروث؛ من بين أبرز كتاب وشعراء المكسيك من العهد الإستعماري.

على مدى الفترة الإستعمارية، كان هناك ستة وخمسون ديرًا أنشأ في إسبانيا الجديدة، وتوزعت هذه الأديرة بين راهبات الحبل بلا دنس، وراهبات الفرنسيسكان، وراهبات والدومنيكان والراهبات الكرمليات. وقد صممت هذه المؤسسات لبنات النخب الثرية، حيث خصصت أماكن معيشة فردية ليس فقط للراهبات، بل أيضًا لخدمهن. واعتمادًا على النظام الديني، كان الانضباط صارمًا نوعًا ما. وكان والراهبات الكرمليات ملتزمات بدقة شديدة، مما دفع خوانا إينيس دي لا كروث للانسحاب من مجتمعهم والانضمام إلى دير جيرونيميت في مدينة مكسيكو، لتُصبح من بين أبرز الكتاب والشعراء من العهد الإستعماري ومُساهِمةً في الأدب الإسباني وفي أدب العصر الذهبي الإسباني. تحدثت خوانا إينيس دي لا كروث اللغة اللاتينية بطلاقة بداية من دراستها في سن مبكرة وألفت كتبا بلغة ناواتل أيضًا، وأصبحت تعرف بفلسفتها منذ سن المراهقة. علّمت سور خوانا نفسها في مكتبتها الخاصة التي ورثت أغلبها عن جدها. بدأت سور خوانا كتابة الشعر والنثر بمواضيع مثل الحب والنسوية والدين والفلسفة بالإضافة إلى أعمالها الأدبية الكوميدية، بعد انضمامها إلى دير للراهبات في عام 1667 حولت دير الراهبات إلى صالون قصدته النخبة الفكرية في المدينة ومن بينهم الكونتيسة ماريا لويزا دي باريديس فيكرين في المكسيك. في القرن الثامن عشر، أسست راهبات كلاريز دير للمرأة الهندية النبيلة. النقاش الذي أدى إلى إنشاء دير كوربوس كريستي في عام 1724. وقد شهد القرن السادس عشر في وقت مبكر زوال كوليجيو دي سانتا كروز دي تلاتيلولكو، التي تأسست لتدريب الرجال الهنود للكهنوت.
في القرن السادس عشر تأسست محاكم التفتيش المكسيكية والتي كانت امتدادًا لمحاكم التفتيش الإسبانية في إسبانيا الجديدة. ولم يكن الفتح الإسباني للمكسيك حدثًا سياسيًا للإسبانيا فحسب، بل حدث ديني أيضًا. نظمت محاكم التفتيش المكسيكيَّة أول موكب أوتو دا في في المكسيك سنة 1571، وظلت تمارس تفتيشها في العقائد حتى سنة 1820، وعلى الرغم من أن السجلات غير كاملة، يقدر المؤرخين أن حوالي خمسين شخصًا أعدموا من قبل محاكم التفتيش المكسيكية. ويشمل هذا المجموع تسعة وعشرين شخصًا من اليهود المتحولين للمسيحية باسم المارانوس والذين بقوا يمارسون الطقوس اليهودية سرًا. حظر على غير الكاثوليك الهجرة إلى أقاليم ما وراء البحار الإسبانية، حيث كان يحتاج المهاجرون إلى الحصول على رخصة سفر التي ذكرت أنهم من خلفيَّة كاثوليكيَّة نقيَّة. حيث كان الاعتقاد السائد آنذاك أن العديد من المسيحيين الجدد من ذوي الأصول اليهودية والمسلمة يمارسون شعائر أديانهم القديمة سرًا، وأن عددًا كبيرًا من هؤلاء المسيحيين الجدد كانوا يبطنون اليهودية. ومن هنا أُدخل هذا المصطلح كي يميز «المسيحيون القدامى» أنفسهم عن المتنصرين وذريتهم، الذين كانوا يعدون في نظر الكنيسة والمسيحيين القدامي خطرًا على الإيمان الكاثوليكي القويم، ويُنظر إليهم كهراطقة محتملين. وقد كان المسيحيون الجدد من ذوي الجذور المسلمة يسمون بالموريسكيين، بينما يلقب ذوو الجذور اليهودية بالمارانوس، وتعني «الخنازير». ومع ذلك، أنتشر اليهود والمسلمين المتحولين إلى المسيحية في كافة مستعمرات الإمبراطورية الإسبانية والإمبراطورية البرتغالية في أمريكا اللاتينية وأندمج البعض مع السكان المحليين الكاثوليك مما نتج عن جماعات كاثوليكية عبرانيّة، في حين اندمجت الغالبية في الثقافة الكاثوليكية الهيسبانيَّة. ولا تزال ولاية نويفو ليون ومدينة مكسيكو تضم على كاثوليك من أصول يهودية سفاردية.

#### إسبانيا بوربون (1700–1821)

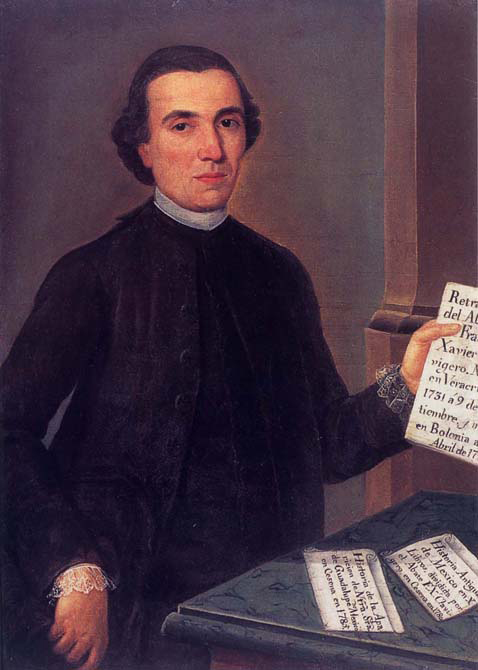
فرانسيسكو كزافييه كلافيجير، راهب يسوعي ومن أبرز المؤرخين في المكسيك.

مع وفاة كارلوس الثاني ملك إسبانيا في عام 1700 دون وريث، وبلغ التدهور حدته مع الجدل حول خلافة العرش الذي استهلك السنوات الأولى من القرن الثامن عشر. كانت حرب الخلافة الإسبانية صراعاً دولياً واسع النطاق زاد من حدته الحرب الأهلية. كلف ذلك المملكة ممتلكاتها الأوروبية ومكانتها كإحدى القوى الكبرى في القارة. خلال هذه الحرب، برزت سلالة جديدة نشأت في فرنسا هم آل بوربون، وشهد القرن الثامن عشر انتعاشًا تدريجيًا وازدهارًا في أغلب الإمبراطورية الإسبانية. جلبت سلالة البوربون الملكية الجديدة النظام الفرنسي لتحديث الإدارة والاقتصاد. في البداية من حيث المسائل الكنسيّة لم يكن هناك تغييرات جذرية، وبدأ ملوك آل بوربون في كل من فرنسا وإسبانيا بتحديث المجلات السياسية، والكنسيَّة والاقتصادية، والمعروفة مجتمعة بإصلاحات بوربون. وحاول آل بوربون الحد من السلطة الكنسيَّة واستقلالية الملوك الكاثوليك عن البابوية. وكان أبرز ما قامت به إلغاء عدد من الامتيازات الخاصة لرجال الدين، مثل امتياز فويرو إكليسيستيكو الذي أعفى رجال الكنيسة من الملاحقة القضائية في المحاكم المدنية. كما بدأت سياسة بوربون في استبعاد الكريول المولودين في المكسيك ممن لهم نسب إسباني من المناصب الكنسيّة العليا وفي الوقت ذاته تنصب الإسبان القادمين من شبه الجزيرة الإيبيرية. وقللت تاج بوربون من قوة وتأثير كهنة الرعية.
كان التغيير الأكثر تأثيرًا هو طرد اليسوعيين من إسبانيا وأقاليم إسبانيا في الخارج في عام 1767. تزامنًا مع حظر البابا كلمنت الرابع عشر للرهبنة وحلّها بضغط من ملوك آل بوربون والسلطات المدنيّة الكاثوليكية. وكان اليسوعيون نظامًا دوليًا يتمتع بإستقلال العمل بسبب علاقته الخاصة مع البابوية. طرد البرتغاليون اليسوعيين في عام 1759 وطردتهم المملكة الفرنسية في عام 1764، وبالتالي فإن خطوة التاج الإسبانية ضدهم كانت جزءًا من تأكيد أكبر للقوة الملكية في أوروبا وأقاليمها في الخارج. وبما أن اليسوعيين كانوا المربين الرئيسيين لشباب النخبة في إسبانيا الجديدة، وكانت العلاقة بين اليسوعيين والنخب الكريولية وثيقة. فقد كانت ممتلكاتهم ومربحة، والتي هدفت لتمويل مؤسساتها التعليمية وكذلك البعثات التبشيرية الحدودية. كان طرد اليسوعيين بالنسبة للعديد من الأسر الكريول المرتبطة بالنظام يعني طرد أبناءهم، وبالتالي تشتيت أسر النخب. وكان من بين اليسوعيين المكسيكيين الذين طردوا هو فرانسيسكو خافيير كلافيجيرو، الذي كتب عن تاريخ المكسيك والأزتيك.

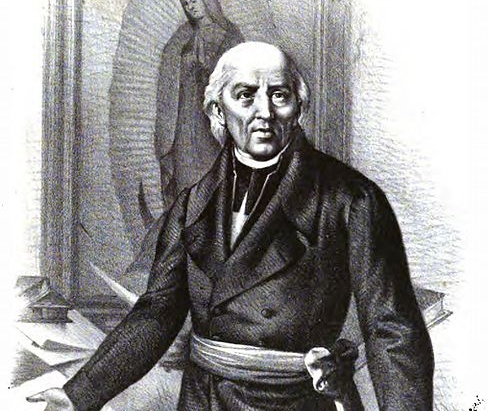
ميغيل هيدالغو إي كوستيا، كاهن مكسيكي اشتهر بدوره في حرب الاستقلال المكسيكية.

خلال حقبة آل بوربون اكتسبت الكنيسة قدرًا كبيرًا من الممتلكات في المجال الاقتصادي، ولا سيّما في وسط المكسيك حيث كان يدير اليسوعيون مزارع كبيرة ومربحة، مثل مزرعة سانتا لوسيا. لكن الأهم من ذلك هو أن الكنيسة أخذت دور المقرض الرئيسي للرهن العقاري. حتى القرن التاسع عشر لم تكن هناك بنوك بالمعنى الحديث في المكسيك، وأصبح للكنيسة دور مصرفي حتى أنَّ الذين يحتاجون إلى الائتمان لتمويل عمليات الاستحواذ العقارية تحولوا إلى الكنيسة. حاول ملوك بوربون السيطرة على الأموال الكنسيَّة لأغراضها الخاصة. وألغوا الإعفاءات الضريبية للتبرعات الكنسية، وقاموا بوضع ضريبة تصل إلى حوالي 15% على الممتلكات التي تمر في أيدي الكنيسة في مورتماين. وكانت هذه القوانين ذات تأثير سلبي بالنسبة لأسر الكريول.
في 16 سبتمبر 1810، أعلن الكاهن ميغيل هيدالغو إي كوستيا الاستقلال عن إسبانيا في بلدة دولوريس الصغيرة في غواناخواتو. شكل إيدالغو أولى الجماعات المسلحة إضافة إلى قائد الجيش الإسباني الاستعماري الكابتن إجناسيو أليندي وقائد الميليشيا خوان ألداما و«لا كوريغيدورا» خوسيفا أورتيز دي دومينغيز. تم القبض على ميغيل كوستيا وبعض جنوده وأعدم رميًا بالرصاص في تشيواوا في 31 يوليو 1811. بعد وفاته، انتقلت القيادة إلى الكاهن خوسيه ماريا موريلوس والذي احتل مدن الجنوب الرئيسية. في 1813 انعقد مؤتمر تشيلبانسينغو، وفي 6 نوفمبر وقع «قانون رسمي لإعلان استقلال أمريكا الشمالية». تم القبض على موريلوس وأعدم في 22 ديسمبر 1815. في السنوات اللاحقة، كان التمرد على وشك الانهيار، ولكن في عام 1820 أرسل الوالي خوان رويز دي أبوداكا جيشًا بقيادة الجنرال أغوستين دي إتوربيدي ضد قوات فيسنتي غيريرو. بدلًا من ذلك، اتصل إيتوربيدي بغيريرو للانضمام إلى قواته وفي عام 1821، وقع ممثلون عن التاج الإسباني وإيتوربيدي «معاهدة قرطبة» و«إعلان استقلال الإمبراطورية المكسيكية» الذي اعترف باستقلال المكسيك بموجب شروط «خطة إغوالا».

### الاستقلال

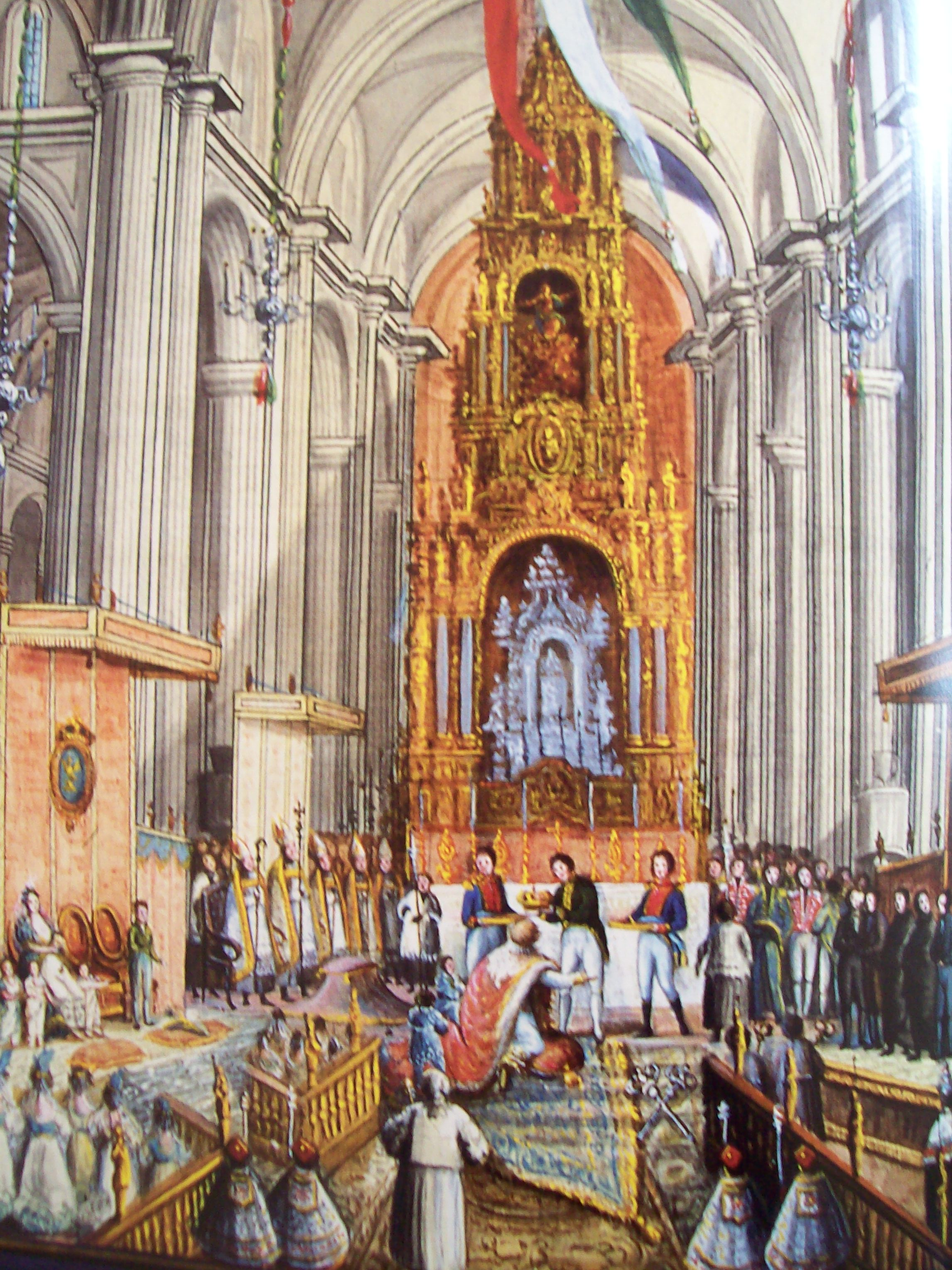
لوحة تصور تتويج أغوستين دي إتوربيدي في كاتدرائية متروبوليتان ميكسيكو سيتي في عام 1822.

كانت الكنيسة الكاثوليكية مؤسسة متميزة حتى منتصف القرن التاسع عشر. حيث كانت الكنيسة الوحيدة المسموح بها في العهد الإستعماري وفي أوائل فترة الجمهورية المكسيكية، بعد الاستقلال في عام 1821. في وقت ما في القرن العشرين، أسس الفقه الكاثوليكي الشرقي في المكسيك، لكن الرومانيَّة الكاثوليكية لا تزال أكبر مجموعة دينية. أيدَّت الكنيسة الكاثوليكية الاستقلال المكسيكي، حيث كانت خطة الحكم الأول لإغوالا هي استمرار الوضع والامتيازات القائمة للكنيسة الكاثوليكية. ولعبت الكنيسة دورًا حاسمًا في تحقيق ذلك. في أعقاب سقوط الحكومة الملكية الإسبانية في سبتمبر عام 1821، تم إنشاء جمعية تأسيسية في فبراير من عام 1822 لتنفيذ خطة الاستقلال لإطار الدولة ذات السيادة الجديدة. وشملت الجمعية عدد من الكهنة، لذلك كانت مصالح الكنيسة الكاثوليكية ممثلة بشكل مباشر. ومن أجل إظهار أهمية الكنيسة الكاثوليكية في النظام الجديد، ذهب الجميع قبل انعقاد الجمعية للعمل من أجل إنشاء الوثيقة الحاكمة للدولة الجديدة، إلى الكاتدرائية لسماع القداس وأقسموا اليمين لدعم الامتياز الكاثوليكي في المكسيك. قيم فيسينت ريفا بالاسيو، وهو مؤرخ هام في أواخر القرن التاسع عشر للمكسيك وسياسي الليبرالي، أهمية الحدث، قائلاً إن «هذا الاحتفال الديني يشير إلى سيادة رجال الدين، وبدون تدخلهم في مسائل السياسة، فإن الأفعال ستكون غير قانونية وجميع السلطات قد تكون غير آمنة وضعيفة».
وكانت خطة إغوالا تنص على تنصيب أمير أوروبي لحكم المكسيك، وعندما لم يقدم أي شخص نفسه ليكون ملكًا وفي سلسلة من التحركات السياسية، أصبح أغوستين دي إتوربيدي بدعم من الكنيسة الكاثوليكية (ومع معارضة أولئك الذين يفضلون نظام الجمهورية) الإمبراطور أغوستين الأول للمكسيك. وعلى الرغم من أن معظم الكهنة كانوا من المولودين بشبه الجزيرة الإيبيرية فقد أيدوا النظام الجديد، وأدى استقالة رئيس أساقفة المكسيك، على الفور خلق صراع مع الكرسي الرسولي عن الكيان الذي كان لديه القدرة على تسمية بديل له. وتنازل الكرسي الرسولي عن حق تعيين الأساقفة وغيرها من الامتيازات الهامة التي أعطيت له من قبل التاج الإسباني. ولكن بعد أن أصبحت المكسيك دولة ذات سيادة، كانت المسألة هي ما إذا كان هذا الحق قد نقل إلى الحكومة الوطنية الجديدة. وكان هذا السؤال قضية رئيسية حتى إتباع سياسة لا ريفورما الليبرالية والهزيمة النهائية للمحافظين في عام 1867 مع سقوط الإمبراطورية المكسيكية الثانية. ومع انتصار الليبراليين، فقدت الكنيسة الكاثوليكية مكانتها الحصرية باعتبارها الدين الوحيد المسموح به، ولم تعد الدولة المكسيكية تؤكد سيطرتها على رعايتها.

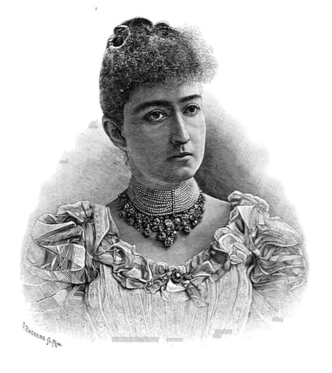
كارمن روميرو زوجة بورفيريو دياث، أثرت على سياسة زوجها التوفيقيَّة مع الكنيسة الكاثوليكية.

أدّت سياسة الليبرالية لا ريفورما في منتصف القرن التاسع عشر إلى حدوث تغييرات كبيرة في العلاقات بين الكنيسة والدولة. تحدت الدولة المكسيكية دور الكنيسة الكاثوليكية في التعليم، وملكية العقارات، وفي القوانين المسيطرة على الولادة، والزواج، وسجلات الوفاة، وفي القوانين المضادة للطلاق. وقد أدرج العديد منها في دستور عام 1857، الذي يقيد ملكية الكنيسة وغيرها من القيود. دفع عدم الرضا على عودة سانتا آنا إلى السلطة إلى «خطة أيوتلا» الليبرالية وبدء عصر الإصلاحات حيث تمت صياغة دستور جديد في عام 1857 أسس لدولة علمانية وحكومة فيدرالية وحريات عدة. رفض المحافظون الاعتراف به وبدأت حرب الإصلاح 1858 وكان لكلا الفريقين حكوماتهم. انتهت الحرب في عام 1861 بانتصار الليبراليين بقيادة بينيتو خواريز وهو من السكان الأصليين للبلاد.
في ستينيات القرن التاسع عشر، خضعت المكسيك لاحتلال عسكري من قبل فرنسا والتي أنشأت الإمبراطورية المكسيكية الثانية تحت حكم الأرشيدوق الهابسبورغي فرديناند ماكسيمليان من النمسا بدعم من رجال الدين الكاثوليك والمحافظين والذي بدل انتماءه لاحقًا وانضم إلى الليبراليين. استسلم ماكسيميليان وحوكم في 14 يونيو وأعدم في 19 يونيو 1867. اتبع الرئيس بورفيريو دياث (1876-1911) سياسة توفيقيَّة مع الكنيسة الكاثوليكية، مع الحفاظ على الأشكال الليبرالية المعمول بها في الدستور الساري، ولكن في الممارسة العملية سمحت بقدر أكبر من حرية العمل للكنيسة الكاثوليكية. خلال أواخر حقبة بورفيريو دياث، سُمح لليسوعيين بالعودة إلى المكسيك وكان عليهم أن يلعبوا دورًا هامًا في النضالات السياسية في القرن العشرين في المكسيك. واستعادت الكنيسة الكاثوليكية دورها الاقتصادي، حيث كان الوسطاء يملكون أرضًا ومبان لذلك. كما تابعت العمل الخيري المستوحى من العقيدة الإجتماعية الكاثوليكية. وبالإضافة إلى ذلك، أسست صحف تروج لمواقعها. في عام 1895، توجت مريم العذراء، سيدة غوادالوبي «ملكة المكسيك»، في احتفالات عامة وشعبيَّة. وفي ظل ما بدا واضحًا، أمر مجلس المقاطعة الخامس للمكسيك الكاثوليك المكسيكيين بأن «يطيعوا السلطة المدنية». وعلى الرغم من الدور المتزايد للكنيسة الكاثوليكية خلال حقبة دياث وتحسن العلاقات بين الكنيسة والدولة، إلا أن الكرسي الرسولي لم ينجح في إعادة العلاقات الرسمية. والذي حدث عام 1992 برئاسة كارلوس ساليناس دي غورتاري الذي قام بتطبيع العلاقات بين الكرسي الرسولي والمكسيك. ومع إطاحة دياث في عام 1911 والصراع الذي استمر عشر سنوات خلال الثورة المكسيكية، كتب الفصيل المنتصر بقيادة فينوستيانو كارانسا الدستور الجديد لعام 1917 والذي عزز التدابير المعادية لرجال الدين في الدستور الليبرالي لعام 1857.

### القرن العشرين حتى الوقت الحاضر

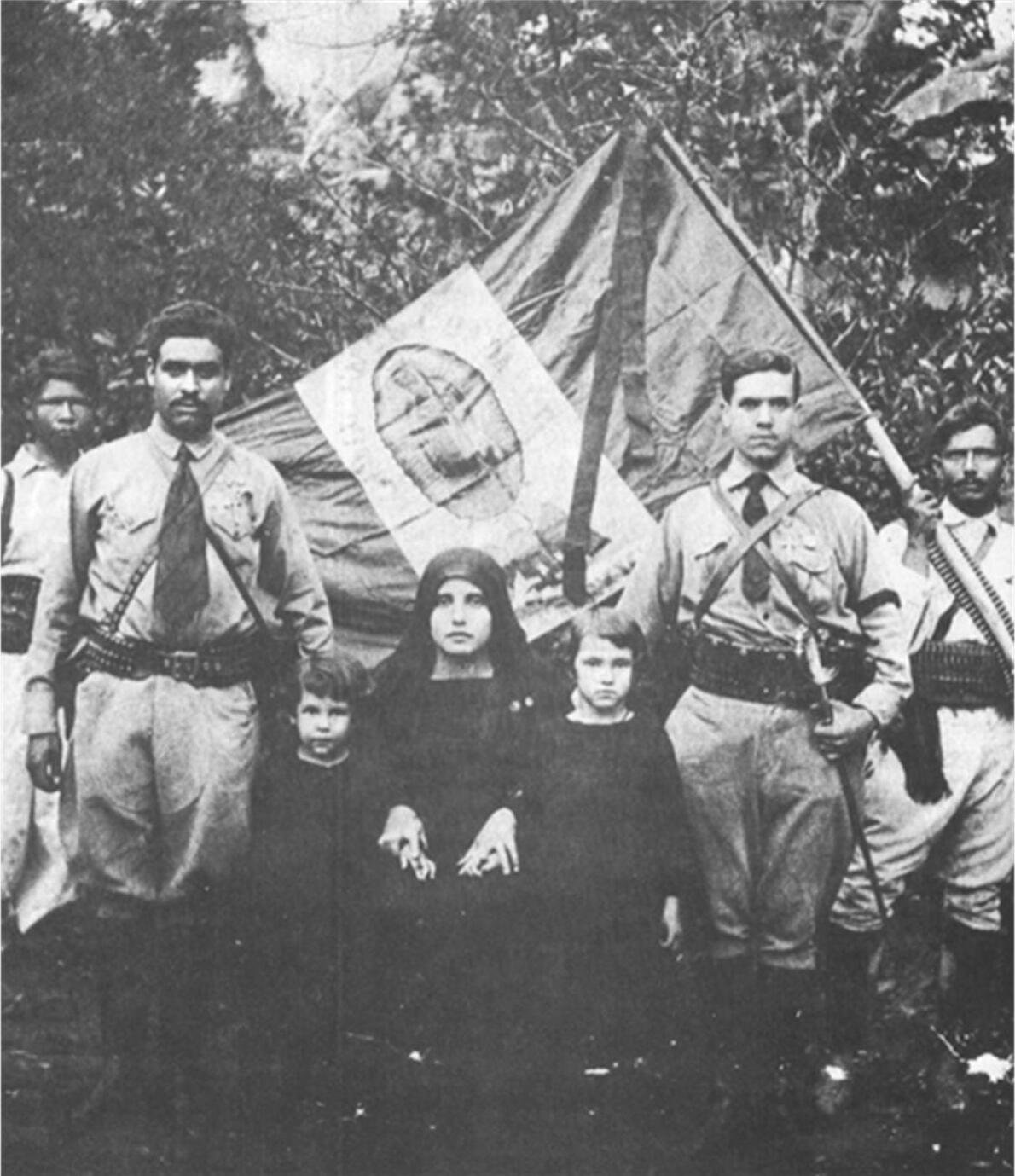
صورة تاريخية لضباط وأفراد أسرهم من الكريستيروس، حيث بسبب الإضطهادات المعادية للكاثوليك خلال حقبة بلوتاركو إلياس كاليس حصلت تمردات شعبية في أجزاء كثيرة من البلاد.

مع رئاسة المجلس الوطني الثوري الزعيم الملحد بلوتاركو إلياس كاليس (1924-1928)، بلغت ذروة الحملة المعادية للكاثوليكية من خلال قانون كاليس والذي تضمن العديد من القوانين التي نظر لها الكاثوليك أنها تنتهك حقوقهم المدنيّة: مثل تجريم الجماعات الدينية الرهبانية، ومنع العبادة العامة خارج مباني الكنيسة، وحظر حقوق المنظمات الدينية من التملك، وسلب الحقوق المدنية الأساسية لأعضاء من رجال الدين (منع الكهنة من ارتداء الملابس الدينية في الخارج، والحرمان من الحق في التصويت، ولم يسمح للكهنة للتعليق على الشؤون العامة في الصحافة). وعندما أدانت الكنيسة علنًا التدابير المضادة للإكليروس والتي لم تنفذ بقوة، سعى الرئيس بلوتاركو إلياس كاليس إلى تنفيذ الأحكام بقوة، وقام بسن تشريعات إضافية ضد الكاثوليك. وكانت المكسيك أول دولة تحتضن سفارة الاتحاد السوفيتي، حيث لاحظ السفير السوفياتي على أنه «لا يوجد بلدين آخرين تظهر المزيد من أوجه الشبه بينهما مثل الاتحاد السوفيتي والمكسيك». في هذا الوقت، بدأ عدد من السياسيين في حكومة الولايات المتحدة، بالنظر سلبًا إلى نظام كالس البلشفي، وأشير إلى المكسيك باسم «المكسيك السوفياتية». كما وصفت المكسيك بأنها «دولة ملحده»، حيث كان برنامجه القضاء على الدين في المكسيك.
بسبب الاضطهادات، حصلت تمردات شعبية في أجزاء كثيرة من البلاد والتي دعيت باسم حرب كريستيروس. وكانت آثار الاضطهاد على الكنيسة عميقة. حيث قُتل بين سنوات 1926 و1934 ما لا يقل عن أربعين من الكهنة. حيث كان هناك 4,500 كاهن في خدمة الكاثوليك قبل الثورة، في عام 1934 كان هناك 334 كاهن مرخص له العمل من قبل الحكومة لخدمة خمسة عشر مليونًا من الكاثوليك، حيث تم القضاء على العدد الأكبر من الكهنة من خلال الهجرة، والطرد والاغتيال. وبحلول عام 1935، كانت 17 ولاية مكسيكية لا يوجد فيها كاهن على الإطلاق. توسط السفير الأميركي آنذاك دوايت دبليو مورو من أجل المفاوضات بين حكومة كاليس بلوتاركو والكنيسة. قامت الحكومة بتقديم بعض التنازلات، وبالتالي قامت الكنيسة بسحب دعمها لمقاتلي كريستيروس وانتهى الصراع في عام 1929. وجاء الرئيس مانويل أفيلا كماتشو (1940-1946) إلى منصبه معلنًا «أنا مؤمن [كاثوليكي]»، وحققت العلاقات بين الكنيسة والدولة تحسنًا وإن لم يكن هناك تغييرات دستورية.
وكان للكنيسة الكاثوليكية والحكومة المكسيكية علاقات بارزة، حيث قام الرئيس لويس إيشيفيريا (1970-1976) بزيارة البابا بولس السادس في عام 1974 ودعم الرئيس للكنيسة الجديدة لسيدة غوادالوبي. وعندما زار البابا يوحنا بولس الثاني المكسيك في عام 1979 كجزء من مؤتمر أساقفة أمريكا اللاتينية في بويبلا، رحب الرئيس خوسيه لوبيز بورتيو (1976-1982) بالبابا ترحيبًا حارًا على الرغم من أن هذه الزيارة ليست زيارة دولة. في عام 1979 مع انتخاب البابا يوحنا بولس الثاني، بدأ البابا البولندي الأصل في محاربة اللاهوت التحرري بشكل منهجي. ويعتقد لاهوت التحرير بأن الله يتحدث للبشرية بشكل خاص عن طريق المعدمين وبأن الكتاب المقدس لا يمكن فهمه إلا من منظور الفقراء. وترى هذه المدرسة بأن الكنيسة الكاثوليكية في أمريكا الجنوبية تختلف بشكل جوهري عن نظيرتها في أوروبا، لأن كنيسة أمريكا اللاتينية كانت دائماً من ولأجل الطبقة الفقيرة. وقد عين رجل الدين الإيطالي جيرولامو بريجيوني في عام 1978 كممثل البابا في المكسيك. مع بابوية يوحنا بولس الثاني، أصبح أداة رئيسية في كبح جماح الأساقفة الناشطين الذين كان لديهم موقف تحرري. في كويرنافاكا، تم استبدال سيرجيو مينديس أرسيو التحرري بخوان خيسوس بوساداس أوكامبو، الذي قام البرامج التحررية في الأبرشية وعزز الكاريزمية الكاثوليكية. مع مرور الوقت، ساعد بريجيوني الفاتيكان على اختيار واحد وثلاثين أسقف جديد كانت توقعاتهم اللاهوتية مقبولة للفاتيكان، وتم استبدال الأساقفة التحررين بالمحافظين.

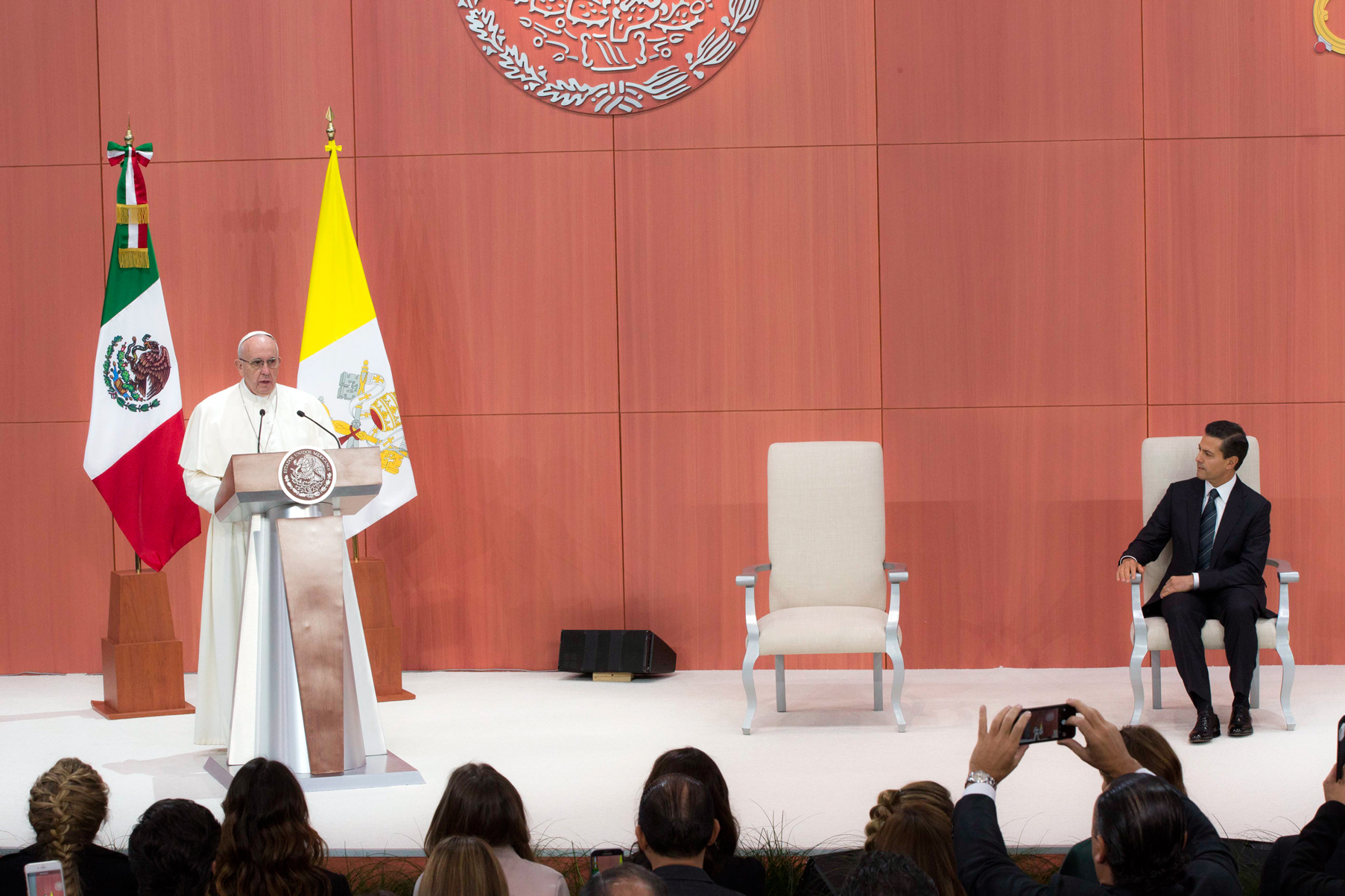
البابا فرنسيس يلتقي الرئيس إنريكه بينيا نييتو خلال الزيارة الحبريَّة للمكسيك 2016.

في الثمانينات من القرن العشرين، بدأت الكنيسة في تشيهواهوا بإتخاذ موقفًا ناشطًا بشأن خلق ثقافة مدنية جديدة تهدف فيها مشاركة المواطنين إلى تعزيز الانتخابات النظيفة وسيادة القانون. بدأ رئيس الأساقفة أدالبرتو ألميدا ميرينو في تشيهواهوا حملة ضد الغش الانتخابي والفساد الحكومي. وأصدر ألميدا وثيقة في عام 1983 بعنوان «التصويت مع المسؤولية: توجه مسيحي»، الذي حث فيه رئيس الأساقفة المواطنين على التصويت. وقد أصبح عدم مبالاة الناخبين مشكلة في المكسيك، حيث رأى العديد من المواطنين أن العملية فاسدة وأنَّ أصواتهم لا تحسب. ودعا ألميدا الناخبين للمشاركة ومن ثم الإستمرار في المشاركة من خلال مراقبة أداء المرشحين. وخلال عقد 1980 بدأ حزب الفعل الوطني بتوسيع قاعدة الناخبين والتي تشكلت من الكاثوليك أساسًا المنتمين إلى الطبقة الوسطى المكسيكية. وفي تشيهواهوا، حصل حزب الفعل الوطني على أكبر حصة من الأصوات، وفي عام 1986، كان من المتوقع على نطاق واسع أن يفوز في انتخابات الحكم. ولكن فشل حزب الفعل الوطني، بسبب تزوير التصويت، وهو ما أعتبر بأنه «احتيال وطني». وبعد الانتخابات مباشرة، قدم رئيس الأساقفة ألميدا خطبة قوية ضد التزوير، ووضح على أنَّ ناخبي تشيهواهوا قد تعرضوا للهجوم والوحشية من قبل أعضاء الحزب الثوري المؤسساتي. وذهب ألميدا إلى أبعد من ذلك حيث عزم على إغلاق الكنائس في تشيهواهوا احتجاجًا. ومع ذلك، فإن الموقف الذي اتخذته الكنيسة ضد تزوير الانتخابات في ولاية تشيهواهوا اكتسب شرعية أكبر بين المكسيكيين العاديين الذين سعى أيضًا إلى إجراء انتخابات حرة ونزيهة.
حدث تغيير جذريّة في عام 1992 برئاسة كارلوس ساليناس دي غورتاري (1988-1994). من خلال برنامج الإصلاح الشامل «لتحديث المكسيك» الذي أوجزه في خطابه الافتتاحي عام 1988، دفعت حكومته من خلال التنقيحات في الدستور المكسيكي، بما في ذلك صراحة إطارًا قانونيًا جديدًا أعاد شخصية الكنيسة الكاثوليكية القانونيَّة. يعرف غالبية المكسيكيين في القرن الحادي والعشرين أنفسهم بأنهم كاثوليك، ولكن نمو الجماعات الدينية الأخرى مثل البروتستانتية الإنجيلية، والمورمون، والعلمانية أيضًا متسقة. وقد أثر القانون الاتحادي للجمعيات الدينية والعبادة العامة لعام 1992، على جميع الجماعات الدينية في المكسيك.

## المذاهب المسيحية
وفقًا لتعداد عام 2010 من قبل المعهد الوطني للإحصاءات والجغرافيا فإن الكاثوليكية الرومانية هي الدين الرئيسي ويتبعها 82.7% من السكان، في حين 9.7% (10,924,103 شخص) ينتمون إلى طوائف مسيحية أخرى: إنجيليون (5.2%) وخمسينيون (1.6%) والكنائس البروتستانتية الأخرى (0.7%) وشهود يهوه (1.4%) والأدفنتست (0.6%) وأعضاء كنيسة يسوع المسيح لقديسي الأيام الأخيرة (0.3%). ينتمي 172,891 شخص (أقل من 0.2% من المجموع) إلى ديانات أخرى غير مسيحية و4.7% من دون دين و2.7% غير محدد. هناك تواجد للكنائس المسيحية الشرقية أغلبهم مهاجرون من أصول عربيَّة من الشرق الأوسط بالإضافة إلى مسيحيين من أوروبا الشرقية، وهناك تواجد ملحوظ للكنيسة المارونية. وبحسب مركز بيو للأبحاث عام 2010 وصلت أعداد شباب المكسيك المسيحيين بين سن 15 إلى 29 سنة حوالي 28 مليون (95%) من أصل 29.7 مليون شاب مكسيكي.

### الكنيسة الرومانية الكاثوليكية

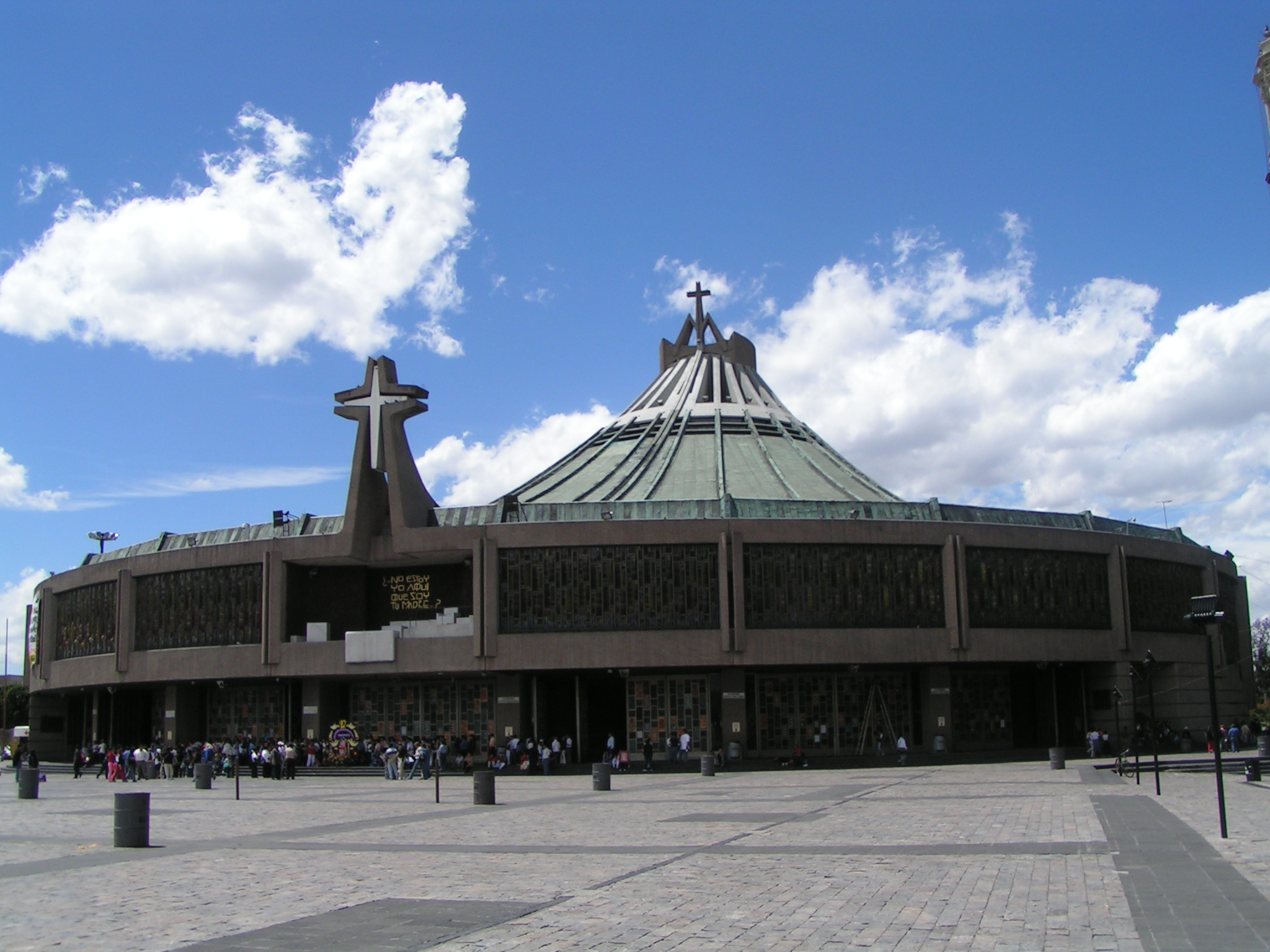
بازيليكا السيدة غوادالوبي.

الكنيسة الكاثوليكية المكسيكية هي جزء من الكنيسة الكاثوليكية العالمية في ظل القيادة الروحية للبابا في روما ومجلس الأساقفة المكسيكي. ويتوزع كاثوليك البلاد على ثمانية عشر مقاطعة كنسيّة، والتي تحوي على ما يقارب تسعين أبرشية، ويقوم على رعايتهم الروحية حوالي 700 كاهن أبرشي وحوالي 46,000 رجل وامرأة في الرهبانيات.
في عام 2007 شكَّل 92,924,489  كاثوليكي في المكسيك ثاني أكبر مجتمع كاثوليكي من حيث العدد في العالم بعد البرازيل. وثالث أكبر دولة مسيحية في العالم، من بين هؤلاء 47% يحضرون الكنيسة أسبوعيًا. تقوم معظم المدن والبلدات والقرى المكسيكية سنويًا بالإحتفال بالقديسين الشفعاء. كما يحتفل بيوم السيدة غوادالوبي - شفيعة المكسيك - في 12 ديسمبر ويعتبر من قبل العديد من المكسيكيين العطلة الدينية الأهم. تُعتبر أبرشية الرومان الكاثوليك في مكسيكو أكبر أبرشية كاثوليكية في العالم؛ غالبية سكان المدينة (82%) أي سبعة ملايين نسمة يتبعون الكنيسة الرومانية الكاثوليكية، وتُعد المدينة أكبر تجمع حضري مسيحي وكاثوليكي في العالم. وفقاً لدراسة قامت بها مركز بيو للأبحاث عام 2014 بالنسبة للدين، فإن المكسيكيين أكثر كاثوليكية وأكثر تقليديين بالمقارنة مع الأمريكيين المكسيكيين.
غالباً ما يُنظر إلى المكسيك على أنها مجتمع كاثوليكي ملتزم للغاية، ويُميل معظم المكسيكيين إلى تبني آراء أكثر انسجامًا مع التعاليم الاجتماعية الكاثوليكية. وكانت المكسيك تقاوم التوغل البروتستانتي جزئياً لأن البروتستانتية في المكسيك ارتبطت منذ فترة طويلة بالولايات المتحدة، مما يؤدي إلى تعزيز الكاثوليكية كجزء من الهوية المكسيكية الثقافية والوطنية.

### البروتستانتية
شهدت المكسيك في الآونة الأخيرة نمو ملحوظ في أعداد ونسب المذهب الخمسيني البروتستانتي؛ وقد وجدت دراسة قامت بها مركز بيو للأبحاث عام 2014 حول الديانة في أمريكا اللاتينية أن حوالي 9% سكان المكسيك من البروتستانت؛ ويُشَّكل الخمسينيين حوالي 42% من مجمل المذاهب البروتستانتية. يمثل البروتستانت نسبة أكثر من 10% من مجمل السكان في الولايات الأربع التي تقع على الحدود الغواتيماليَّة وهي: ولاية كامبيتشي، وولاية تشياباس، وولاية كينتانا رو، وولاية تاباسكو. البروتستانتية آخذة في النمو لأنها تقدم نسخة أقل قانونية وتسلسل هرمي للمسيحية.
في عام 2012 ضمت المكسيك حوالي مئة ألف شخص من المينونايت، وتعود أصولهم إلى مجموعة عرقية أصول ألمانية هولندية استقرَّت في الإمبراطورية الروسية منذ 1789، حيث حافظت لفترة طويلة تقريبًا على ثقافتها الخاصة واللغة المينوناتية الألمانية السفلى واللغة الهولندية البنسلفانية. وفي عقد 1920 هاجر المينونايت من الاتحاد السوفيتي وأمريكا الشمالية.

### الكنائس المسيحية الشرقية

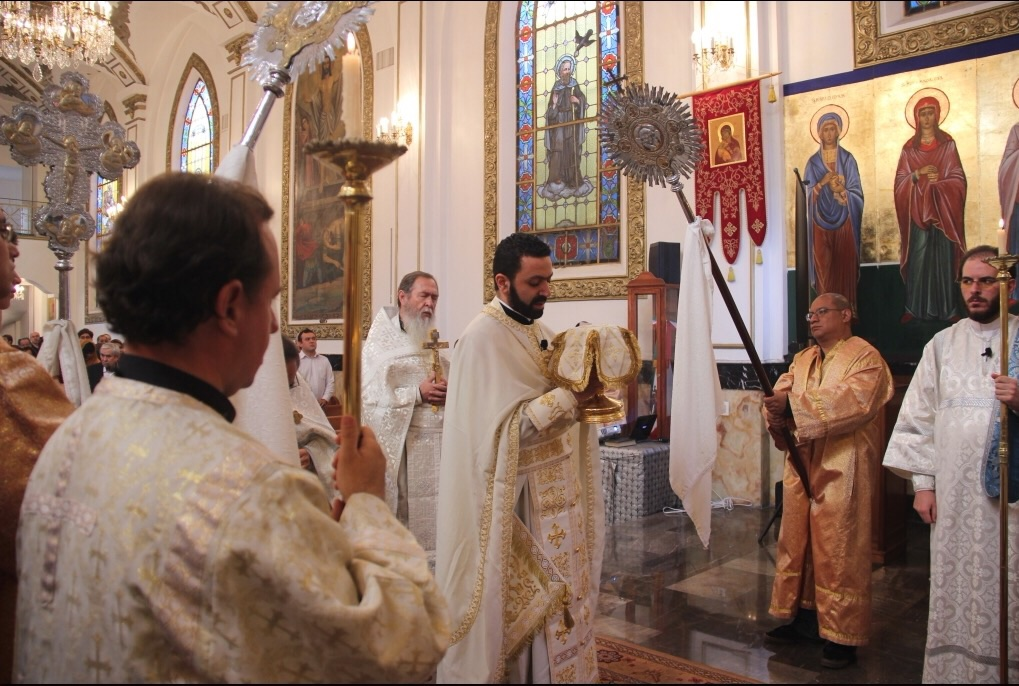
قداس بحسب الطقس البيزنطي في كاتدرائية القديس جرجس الأرثوذكسية في مكسيكو سيتي.

هناك تواجد ملحوظ للكنائس المسيحية الشرقية في المكسيك وتتكون هذه الكنائس من موجات المهاجرين المسيحيين العرب خاصًة من اللبنانيين من الموارنة، والسوريين، والمسيحيين الفلسطينيين، بالإضافة إلى موجات المهاجرين من الأرمن واليونانيين والروس والأوكرانيين وغيرهم من الشعوب التي يعود أصولها إلى أوروبا الشرقية.
يعود أصول الغالبية الساحقة من العرب المسيحيون في المكسيك أساسًا إلى ما هو الآن سوريا ولبنان والغالبية العظمى منهم أتباع الكنائس المسيحية الشرقية والكنيسة الرومانية الكاثوليكية. كثيرًا ما يطلق على العرب مصطلح توركوس ويرجع ذلك إلى حقيقة أن العديد من الدول العربية كانت تحت سيطرة الإمبراطورية العثمانية في الوقت الذي بدأت فيه موجة الهجرة الكبيرة، ودخل معظم العرب الشوام إلى البلاد مع هويات تركية وكان قد هرب الكثير من العرب الشوام خاصًة المسيحيين منهم من سياسة التي اتبعتها العثمانيين. في حين تعود أصول موجات المهاجرين من الأرمن إلى تركيا بعد المذابح الأرمنية وبوغروم إسطنبول، ويُذكر أن غالبيَّة اليونانيين في المكسيك هم من أتباع الكنيسة اليونانية الأرثوذكسية أمّا الأوكرانيين فأغلبهم من أتباع الكنيسة الأوكرانية الكاثوليكية. في عام 2011 كانت الكنيسة المارونية أكبر الكنائس الكاثوليكية الشرقية في المكسيك إذ يصل عدد أتباعها إلى حوالي 160,0000 شخص، ويتبع العديد من السكان ذوي الأصول العربية أبرشية بوينس آيرس وسائر الأرجنتين الأنطاكية الأرثوذكسية.
تتواجد في المكسيك مجتمعات مسيحية مشرقية بارزة ومندمجة بشكل جيد، ويبرزون في مجال الأعمال التجاريَّة، والتجارة، والخدمات المصرفيَّة، والصناعة، والسياسة. ويعتبر المسيحيون العرب خصوصًا الموارنة إلى جانب الأرمن في المكسيك «أغنياء ومتعلّمين وذوي نفوذ». وتركت الجاليات المسيحية الشرقية بصمات واضحة بشكل واسع. وقد صنف المسيحيين المشارقة كأقلية وسيطة في المكسيك وأمريكا اللاتينية. يُذكر أنَّ كارلوس سليم الذي تصدر المرتبة الأولى في قائمة أغنياء العالم لعام 2013 والتي أصدرتها مجلة فوربس الأميركية، هو من أصول لبنانيَّة ومارونيَّة.

### كنيسة يسوع المسيح لقديسي الأيام الأخيرة
في تعداد 2010 سجل 314,932 شخص بأنهم أعضاء في كنيسة يسوع المسيح لقديسي الأيام الأخيرة،  على الرغم من زعم الكنيسة في عام 2009 بأن عدد الأعضاء المسجلين يفوق المليون. حوالي 25% من الأعضاء المسجلين يحضرون الخدمات الأسبوعية على الرغم من أن تلك النسبة تتقلب صعودًا وهبوطًا.

## الإلترام الديني

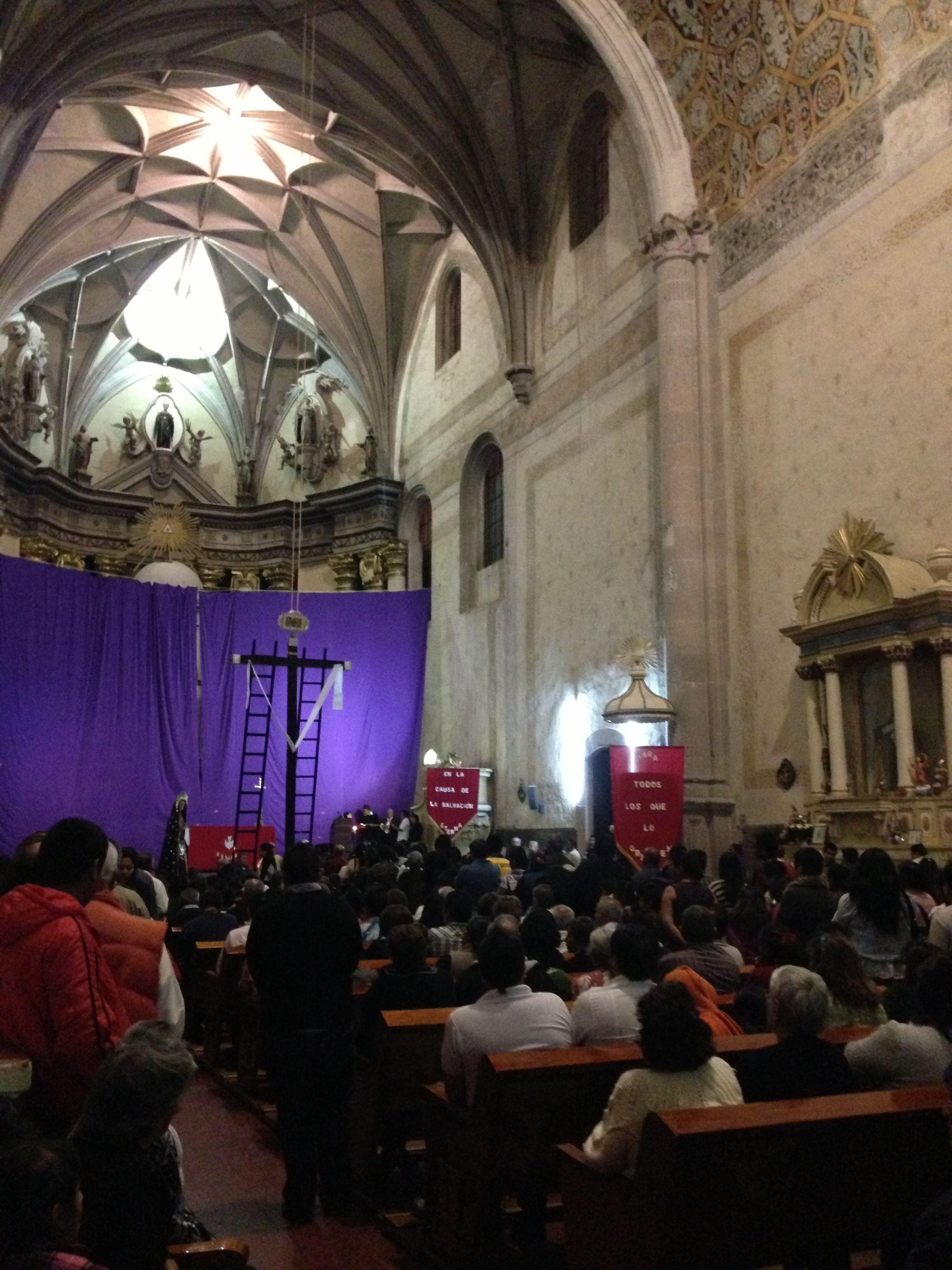
كاثوليك يؤدون الصلوات خلال قداس الجمعة العظيمة في كنيسة سانت نيكولا.

وجدت دراسة قامت بها مركز بيو للأبحاث عام 2014 أنَّ حوالي 45% من الكاثوليك وحوالي 65% من البروتستانت في المكسيك يعتبرون للدين أهميَّة في حياتهم، ويؤمن 96% من الكاثوليك وحوالي 99% من البروتستانت بالله، ويؤمن 59% من الكاثوليك وحوالي 69% من البروتستانت بحرفيَّة الكتاب المقدس. وقد وجدت دراسة قامت بها مركز بيو للأبحاث عام 2014 أنَّ حوالي 45% من المسيحيين يُداومون على حضور القداس على الأقل مرة في الأسبوع. في حين أنَّ 40% من المسيحيين يُداومون على الصلاة يوميًا.
على المستوى المذهبي وجدت الدراسة أنَّ البروتستانت هي المجموعات الدينية التي تملك أعلى معدلات حضور وانتظام للطقوس الدينية مع وجود أغلبية من الملتزمين دينيًا. عمومًا يعتبر البروتستانت الإنجيليين أكثر تدينًا من الكاثوليك؛ وقد وجدت دراسة قامت بها مركز بيو للأبحاث عام 2014 أنَّ حوالي 62% من البروتستانت يُداوم على الصلاة يوميًا بالمقارنة مع 40% من الكاثوليك. ويقرأ حوالي 41% من البروتستانت الكتاب المقدس أسبوعيًا على الأقل بالمقارنة مع 12% من الكاثوليك. ويُداوم 72% من البروتستانت على حضور القداس على الأقل مرة في الأسبوع بالمقارنة مع 44% من الكاثوليك. ويصُوم حوالي 51% من البروتستانت خلال الصوم الكبير بالمقارنة مع 49% من الكاثوليك. ويُقدم حوالي 54% من البروتستانت الصدقة أو العُشور، بالمقارنة مع 33% من الكاثوليك. وقال حوالي 34% من البروتستانت أنهم يشتركون في قيادة مجلس الكنيسة أو مجموعات صلاة صغيرة أو التدريس في مدارس الأحد، بالمقارنة مع 11% من الكاثوليك.

### القضايا الإجتماعية والأخلاقية
عمومًا يعتبر البروتستانت أكثر محافظة اجتماعيًة بالمقارنة مع الكاثوليك؛ يعتبر حوالي 78% من البروتستانت الإجهاض عمل غير أخلاقي بالمقارنة مع 71% من الكاثوليك، ويعتبر حوالي 77% من البروتستانت المثلية الجنسية ممارسة غير اخلاقية وخطيئة بالمقارنة مع 55% من الكاثوليك. ويعتبر حوالي 68% من البروتستانت شرب الكحول عمل غير أخلاقي بالمقارنة مع 49% من الكاثوليك، ويعتبر حوالي 74% من البروتستانت العلاقات الجنسية خارج إطار الزواج ممارسة غير أخلاقية بالمقارنة مع 45% من الكاثوليك، ويعتبر حوالي 49% من البروتستانت الطلاق عمل غير أخلاقي بالمقارنة مع 32% من الكاثوليك.

## ديموغرافيا

### التعداد السكاني
| الديانة                    | التعداد    | النسبة % |
| -------------------------- | ---------- | -------- |
| كاثوليكية                  | 92,924,489 | 82.72    |
| تجديدية العماد / مينوناتية | 10,753     | 0.01     |
| الكنيسة المعمدانية         | 252,874    | 0.23     |
| كنيسة الناصريين            | 40,225     | 0.04     |
| ميثودية                    | 25,370     | 0.02     |
| مشيخية                     | 437,690    | 0.39     |
| جماعات بروتستانتيَّة أخرى    | 53.832     | 0.05     |
| خمسينية                    | 1,782,021  | 1.59     |
| جماعات إنجيلية أخرى        | 5,783,442  | 5.15     |
| أدفنتست                    | 661,878    | 0.59     |
| مورمون                     | 314,932    | 0.28     |
| شهود يهوه                  | 1,561,086  | 1.39     |

### الإنتشار حسب الولاية

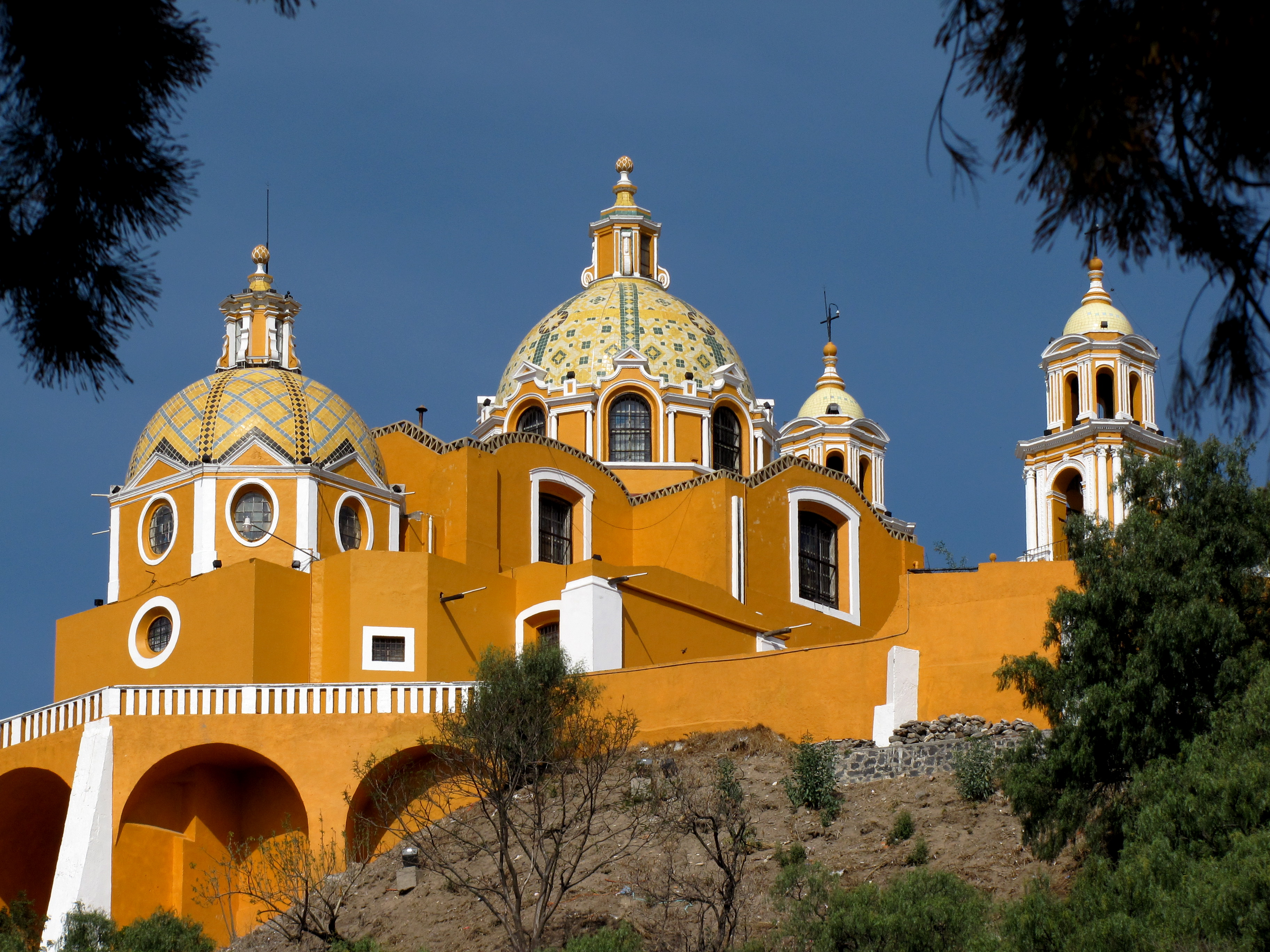
نيسترا شينورا دي لوس ريميديوس في تشولولا.

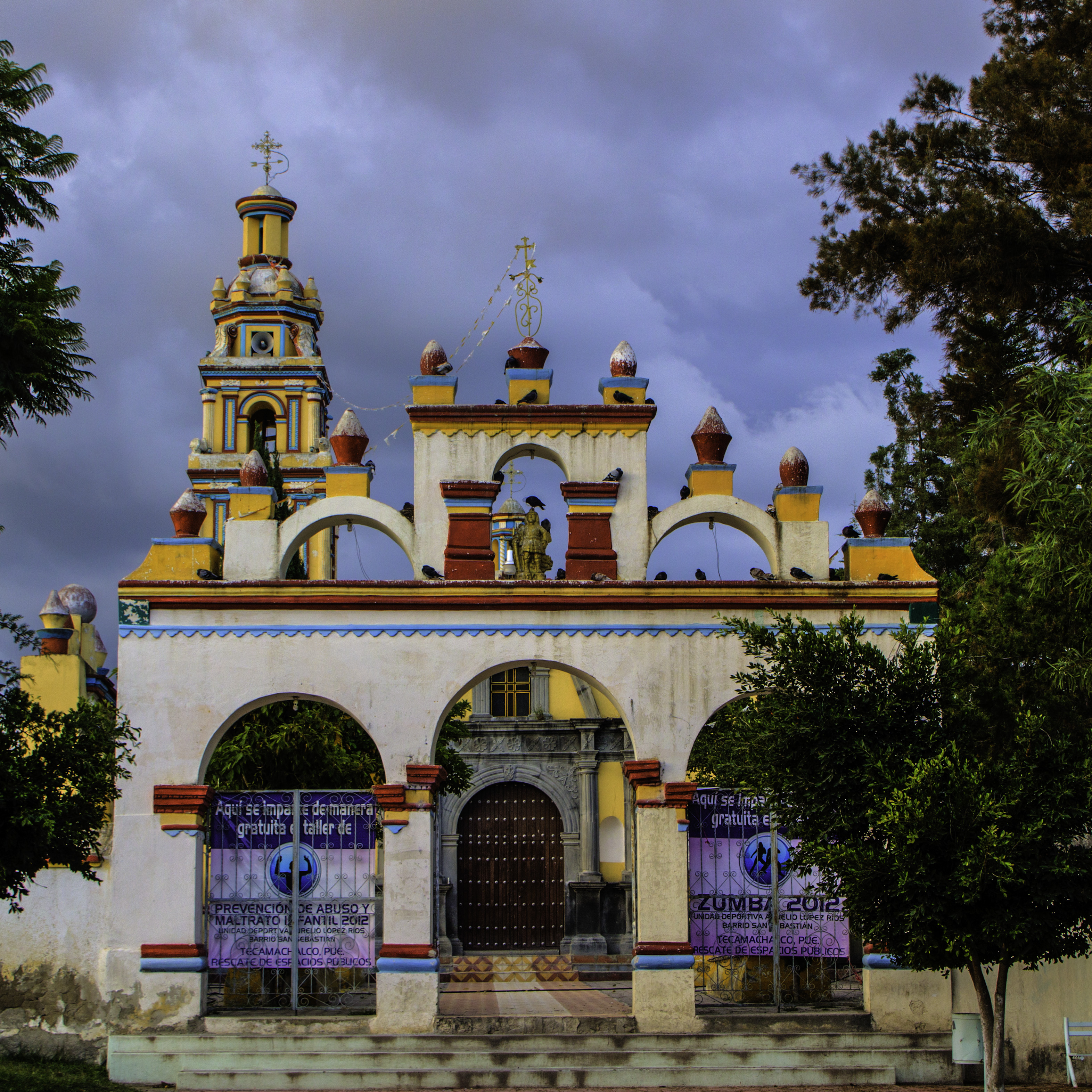
كنيسة سان سيباستيان تيكاماشالكو.

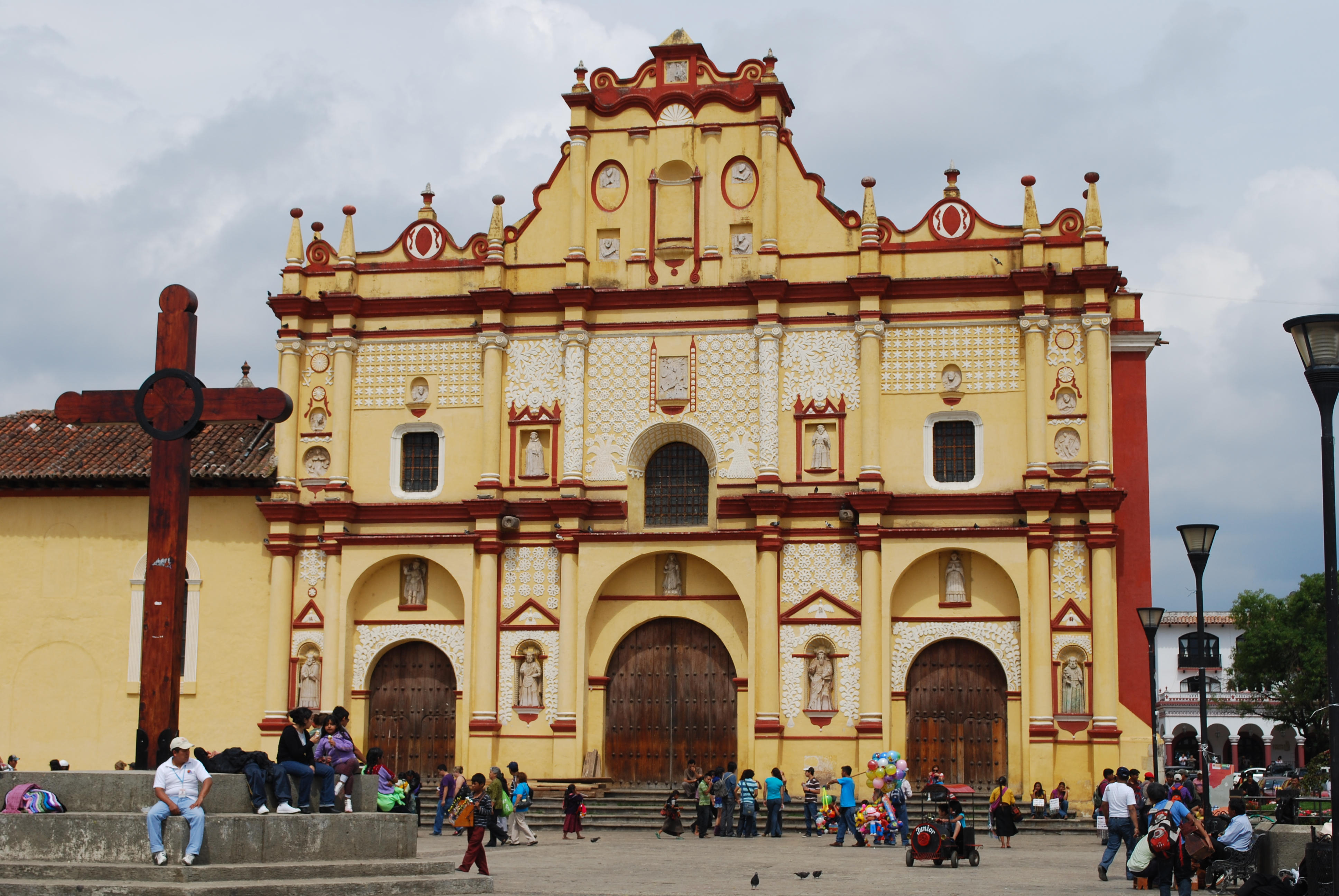
كاتدرائية سان كريستوبال.

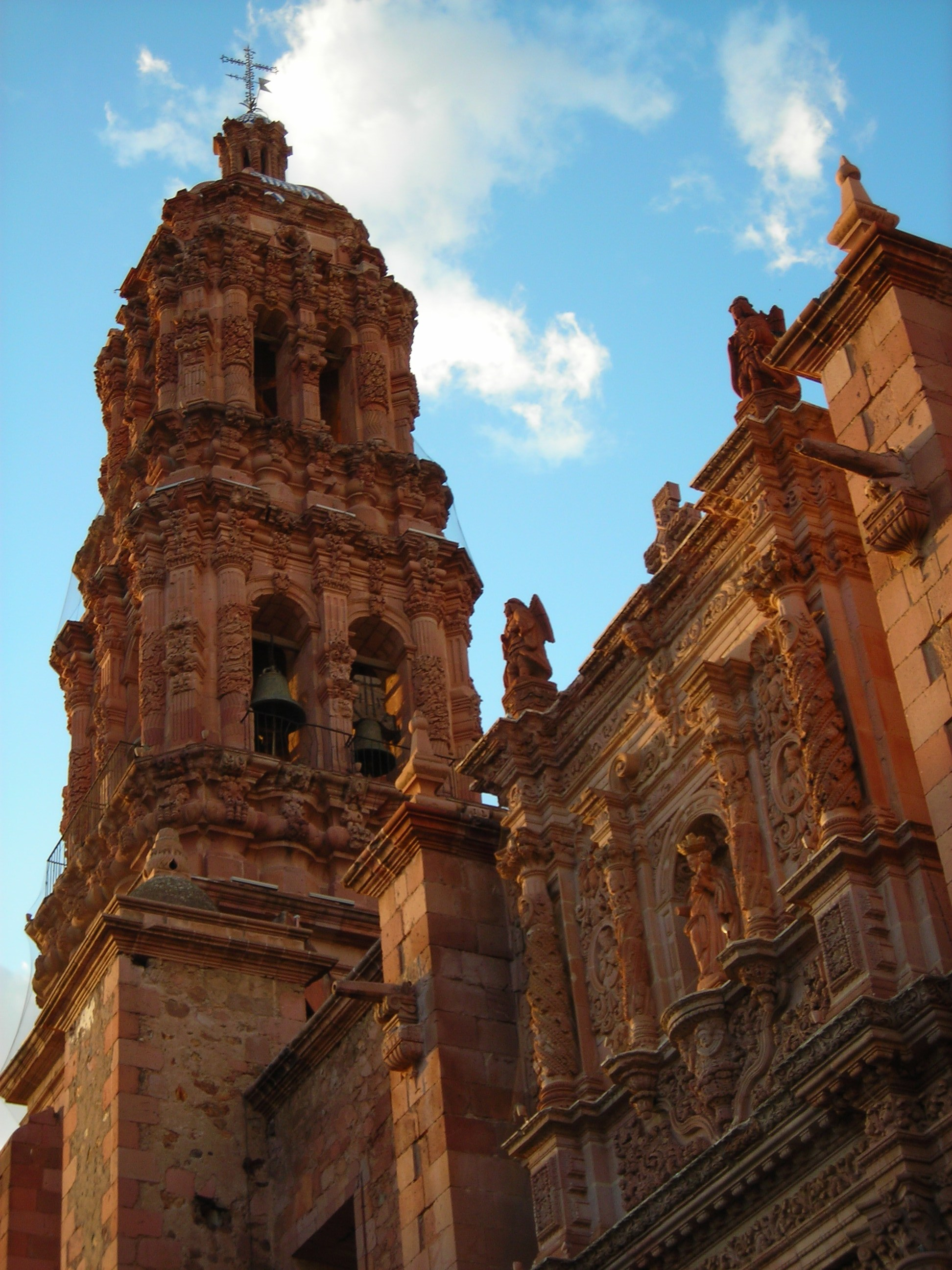
كاتدرائية زاكاتيكاس.

| ولايات المكسيك            | كاثوليكية | بروتستانتية وإنجيلية | طوائف مسيحية آخرى |
| ------------------------- | --------- | -------------------- | ----------------- |
| ولاية أغواسكالينتس        | 95.6%     | 1.9%                 | 0.7%              |
| ولاية باها كاليفورنيا     | 81.4%     | 7.9%                 | 2.7%              |
| ولاية باخا كاليفورنيا سور | 89.0%     | 4.0%                 | 1.9%              |
| ولاية كامبيتشي            | 71.3%     | 13.2%                | 4.7%              |
| تشياباس                   | 63.8%     | 13.9%                | 9.0%              |
| ولاية شيواوا              | 84.6%     | 7.1%                 | 2.0%              |
| ولاية كواهويلا            | 86.4%     | 6.8%                 | 1.8%              |
| ولاية كوليما              | 93.0%     | 2.9%                 | 1.4%              |
| ولاية دورانغو             | 90.4%     | 3.9%                 | 1.8%              |
| مدينة مكسيكو              | 90.5%     | 3.6%                 | 1.3%              |
| ولاية غواناخواتو          | 96.4%     | 1.3%                 | 0.7%              |
| ولاية غيريرو              | 89.2%     | 4.4%                 | 2.0%              |
| ولاية هيدالغو             | 90.1%     | 5.2%                 | 1.3%              |
| ولاية خاليسكو             | 95.4%     | 2.0%                 | 0.9%              |
| ولاية مكسيكو              | 91.2%     | 3.8%                 | 1.6%              |
| ولاية ميتشواكان           | 94.8%     | 1.9%                 | 1.1%              |
| ولاية موريلوس             | 83.6%     | 7.3%                 | 3.1%              |
| ولاية ناياريت             | 91.8%     | 3.0%                 | 1.3%              |
| ولاية نويفو ليون          | 87.9%     | 6.2%                 | 2.0%              |
| ولاية واهاكا              | 84.8%     | 7.8%                 | 2.3%              |
| ولاية بويبلا              | 91.6%     | 4.3%                 | 1.4%              |
| ولاية كويريتارو           | 95.3%     | 1.9%                 | 0.9%              |
| ولاية كينتانا رو          | 73.2%     | 11.2%                | 4.6%              |
| ولاية سان لويس بوتوسي     | 92.0%     | 4.6%                 | 1.0%              |
| ولاية سينالوا             | 86.8%     | 2.9%                 | 2.0%              |
| ولاية سونورا              | 87.9%     | 4.8%                 | 1.8%              |
| تاباسكو                   | 70.4%     | 13.6%                | 5.0%              |
| ولاية تاماوليباس          | 82.9%     | 8.7%                 | 2.4%              |
| ولاية تلاكسكالا           | 93.4%     | 2.9%                 | 1.4%              |
| ولاية فيراكروز            | 82.9%     | 6.9%                 | 3.3%              |
| ولاية يوكاتان             | 84.3%     | 8.4%                 | 3.0%              |
| ولاية زاكاتيكاس           | 95.1%     | 1.9%                 | 1.0%              |
|                           |           |                      |                   |
| مجمل سكان المكسيك         | 87.99%    | 5.20%                | 2.07%             |

## الثقافة

### السيدة غوادالوبي

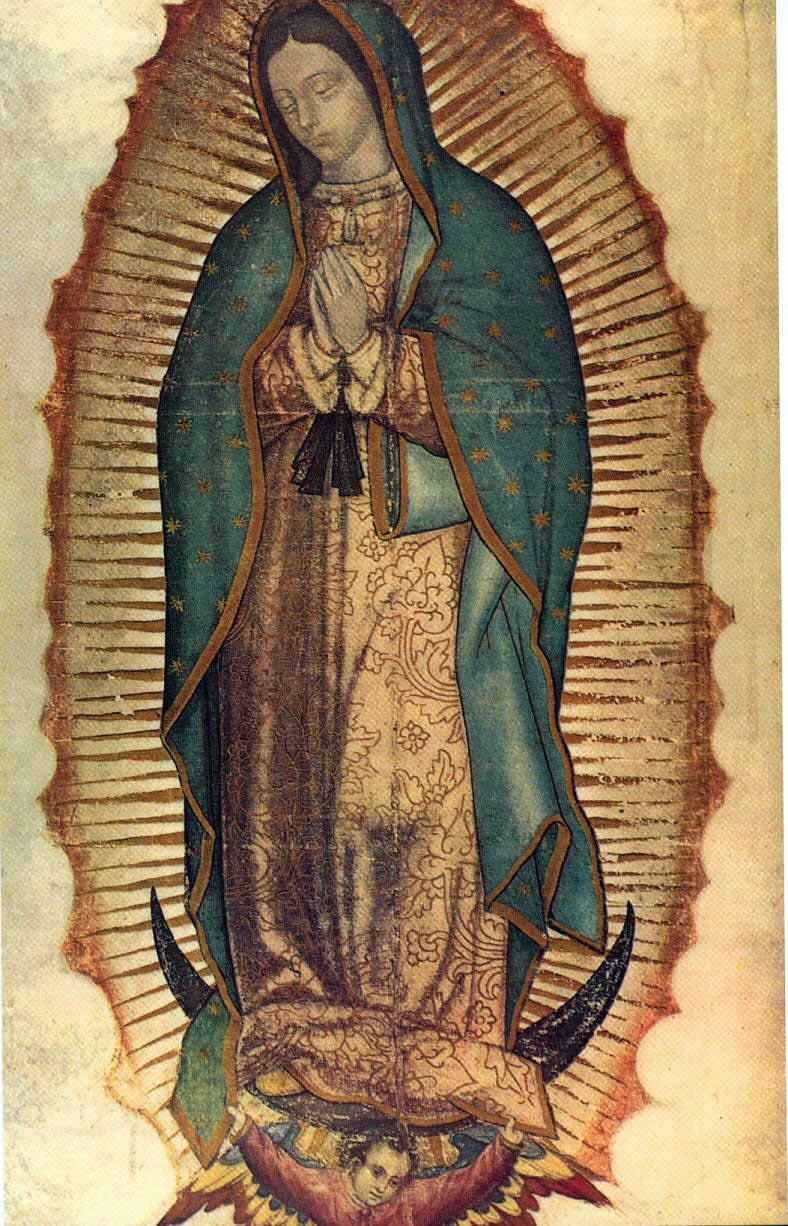
السيدة غوادالوبي: وهي من عناصر الهوية المكسيكية.

السيدة غوادالوبي (بالإسبانية: Nuestra Señora de Guadalupe)‏ هي أيقونة ولقب كاثوليكي مرتبط بخمسة ظهورات لمريم العذراء، بحسب المعتقدات الكاثوليكية. وتعود الأيقونة للقرن السادس عشر وتعرف أيضا باسم عذراء غوادالوبي. حيث تمثّل تجليّا مشهورا لمريم العذراء، فبحسب الرواية التقليدية فقد ظهرت الصورة يشكل إعجوبي على ظهر عباءة فلاح بسيط، وتعتبر هذه الأيقونة من أشهر الصور الدينية والثقافية في المكسيك، والأكثر شعبية. كما أنها تعتبر مقصداً كثيفاً للحجاج. حيث يقال أن الصورة قد ظهرت أيضاً لجوان دييجو على تلّ تيبياك قرب المكسيك بين 9 ديسمبر و12 ديسمبر عام 1531 ميلادية. حسب المعتقدات الكاثوليكية كان التجليّ دعوة لبناء الكنائس في المكسيك والتأكيد على أهمية العمل التبشري؛ وبحسب المعتقدات الكاثوليكية فإن سيدة غوادالوبي اجترحت عددًا كبيرًا من العجائب لا تزال حتى اليوم؛ يزور مقام سيدة غوادالوبي سنويًا أكثر من عشرة ملايين زائر وبالتالي الكنيسة الكاثوليكية الثانية بعد كاتدرائية القديس بطرس في الفاتيكان من حيث عدد الزوار سنويًا؛ عيد سيدة غوادالوبي يقع في 12 ديسمبر سنويًا وقد أعلنها البابا يوحنا بولس الثاني شفيعة الأمريكيتين.
تعد السيدة غوادالوبي عنصراً أساسياً في الهوية المكسيكية، طوال التاريخ الوطني المكسيكي في القرنين التاسع عشر والعشرين، كان اسم وأيقونة السيدة غوادالوبي توحدان الرموز الوطنية؛ قام أول رئيس للمكسيك (1824-1829) بتغيير اسمه من خوسيه ميغيل رامون أداوكتو فرنانديز إي فيليكس إلى غوادالوبي فيكتوريا تكريماً لعذراء غوادالوبي. وقاد الكاهن ميغيل إيدالغو إي كوستيا، في حرب الاستقلال المكسيكية (1810)، وإيمليانو زاباتا، في الثورة المكسيكية (1910)، قواتهما المسلحة بأعلام غوادالوبان المزينة بصورة سيدة غوادالوبي. وتجادل الباحثة باتريسيا هارينغون بأن: «الأزتيك ... كان لديهم نظام رمزي متطور ومتماسك لفهم حياتهم. عندما تم تدمير هذا من قبل الإسبان، كان هناك حاجة إلى شيء جديد لملء الفراغ وفهم إسبانيا الجديدة ... خدمت صورة غوادالوبي هذا الغرض».
تستمر السيدة غوادالوبي في كونها مزيجاً من الثقافات التي امتزجت لتشكل المكسيك، على الصعيدين العرقي والديني، و«كأول ميستيثو»، أو «أول مكسيكية». حيث تقوم «بالجمع بين الناس من تراث ثقافي متميز، مع التأكيد في نفس الوقت على تميزهم». وقال الروائي المكسيكي أكتافيو باث والحاصل على جائزة نوبل في الأدب أنه «لا يمكن اعتبارك مكسيكيًا حقًا إلا إذا كنت تؤمن بعذراء غوادالوبي». كانت السيدة غوادالوبي موضوعاً ملهماً للروايات والأشعار في الأدب المكسيكي وأدب أمريكا اللاتينية؛ كما أنتجت السينما المكسيكية عدد من الأفلام التي تناولت تجليّ السيدة غوادالوبي لجوان دييجو.

### الأعياد

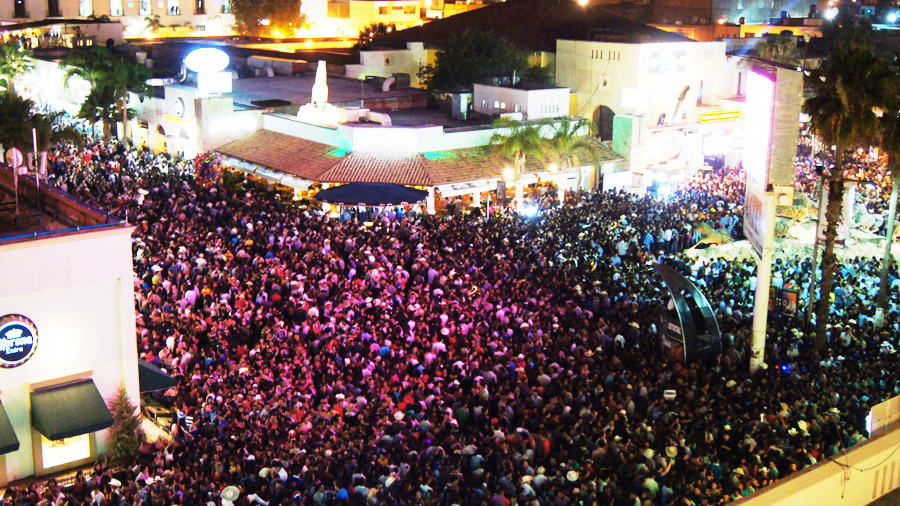
فيريا ناسيونال دي سان ماركوس.

في يوم الجمعة العظيمة ترتدي النساء ثياب سوداء علامة الحداد وتغلق أغلب المحال التجارية وتتوقف المبادلات التجارية والحفلات في هذا اليوم، في حين يقوم البعض من الشبّان تمثيلاً حيًا لدرب الآلام، وتُقام مسيرات الجمعة العظيمة في كافة أنحاء المكسيك. وتعرض برامج تلفازية حول حياة والآلام يسوع فضلًا عن ترانيم تتعلق بالمناسبة. وتقوم معظم المدن والبلدات والقرى المكسيكية سنويًا بالإحتفال بالقديسين الشفعاء.
يبدأ موسم عيد الميلاد في المكسيك يوم 12 ديسمبر مع عيد سيدة غوادالوبي، وينتهي يوم 6 يناير في عيد الظهور الإلهي. ويرتبط عيد الميلاد باجتماعات عائلية واحتفالات اجتماعية أبرزها وضع زينة الميلاد ممثلة بالشجرة وغالبًا ما يوضع تحتها أو بقربها «مغارة الميلاد» حيث توضع مجسمات تمثّل حدث الميلاد أبرزها يسوع طفلاً وأمه ويوسف النجار إلى جانب رعاة والمجوس الثلاثة، هذه العادة وفدت من الغرب،[بحاجة لمصدر] إلا أنها باتت جزءًا من تقاليد الميلاد العامة، تمامًا كتوزيع الهدايا على الأطفال والتي ترتبط بالشخصية الرمزية بابا نويل. يذكر أن شخصية بابا نويل ترتبط بالقديس نقولا والذي كان أسقفًا على مدينة ميرا ليكيا في آسيا الصغرى، ونُسجت حوله الكثير من القصص وبأنه هو «شفيع البحارة» وأنه كان يوزع المال والأيقونات على المحتاجين ليلًا وهو متخفٍ. العيد القريب من عيد الميلاد هو عيد رأس السنة الذي يقام ليلة 31 ديسمبر، حيث تقام عادة احتفالات عائلية في ليلة عيد الميلاد وليلة رأس السنة. ومن مظاهر الاحتفالات عيد الظهور الإلهي في المكسيك والدول الناطقة بالإسبانية تقديم الهدايا من قبل المجوس الثلاثة ويُرافق تقديم المجوس الهدايا مواكب واحتفالات ضخمة ترافقه موسيقى عيد الميلاد والزينة والأضواء والمفرقعات.
يوم الموتى هو عطلة مكسيكية يتم الاحتفال بها في المكسيك وأماكن أخرى وترتبط بالاحتفالات الكاثوليكية بيوم جميع القديسين وذكرى جميع الموتى، في 1 وفي 2 نوفمبر. تتضمن العطلة التي تستمر لعدة أيام تجمع العائلة والأصدقاء للصلاة وتذكر أسلافهم وأقاربهم الذين فارقوا الحياة. وينقسم الأكاديميون المكسيكيون حول ما إذا كانت الاحتفالية لها جذور أصلية ما قبل العصر الإسباني أو ما إذا كانت نسخة معدلة من القرن العشرين لتقليد إسباني طورته رئاسة لازارو كارديناس لتشجيع القومية المكسيكية من خلال هوية «الأزتك». وأصبحت الاحتفالية رمزاً وطنياً وعلى هذا النحو يتم تدريسها في النظام المدرسي للأمة، مما يؤكد عادةً على الأصل الأصلي. حاولت الحكومة المكسيكية تحت قيادة لازارو كارديناس علمنة الاحتفالية وتمييزها عن الإحتفال الكاثوليكي الهسباني.

### الطفل يسوع

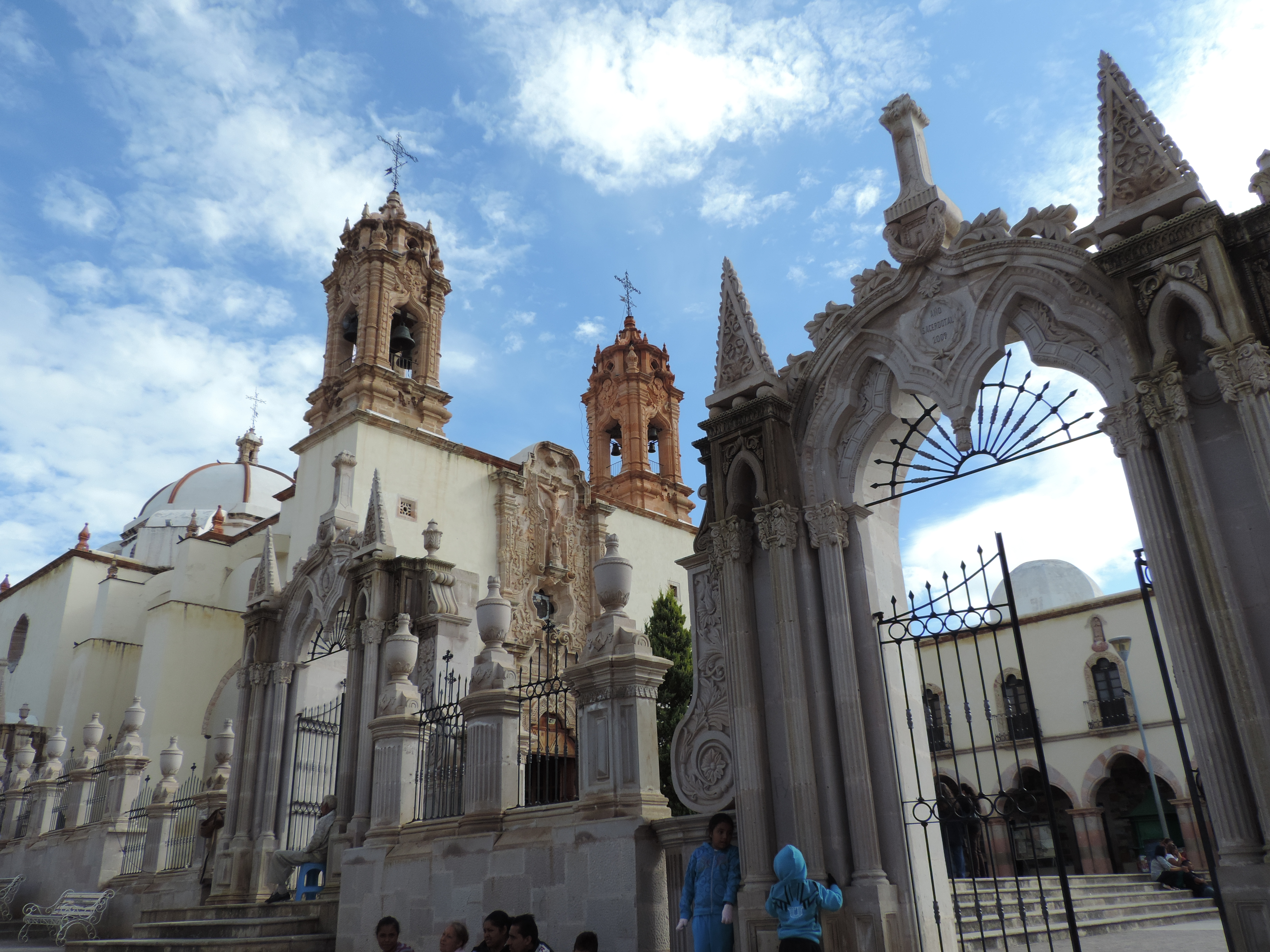
كنيسة الطفل يسوع في ولاية زاكاتيكاس.

يعتبر تمثيل الطفل يسوع (بالإسبانيَّة: Niño Dios) تقليداً عريقاً في المكسيك ترسخ منذ وقت تقديمه في القرن السادس عشر ثم تم دمجه مع عناصر ما قبل الغزو الإسباني لتشكيل بعض التقاليد الفريدة. لدى الكاثوليك المكسيكيين صورهم الخاصة للطفل يسوع، والتي يتم تكريمها والاحتفال بها خلال موسم عيد الميلاد، وخاصةً عشية عيد الميلاد. ويُعتبر سانتو نينيو دي اتوشا أو طفل اتوشا المقدس تمثيل روماني كاثوليكي للطفل يسوع منتشر في الحضارات الأسبانية إسبانيا والمكسيك والولايات المتحدة الجنوبية الغربية خاصةً نيو مكسيكو.
على الرغم من أن العديد من العائلات المكسيكية لديها أشجار عيد الميلاد، إلا أن مغارة الميلاد هي زخرفة عيد الميلاد الأكثر شيوعًا، والعديد من العائلات تضع مغارة الميلاد المتقنة في منازلهم أو ساحاتهم، وهناك أيضًا العديد من المشاهد الشعبية بالإضافة إلى بعض مشاهد المهد الجميل للفن الشعبي. عادةً ما يضاف الطفل يسوع للمغارة ليلاً في 24 ديسمبر في حين يضاف الملوك الثلاثة في 5 يناير.

### الأدوار الجندرية

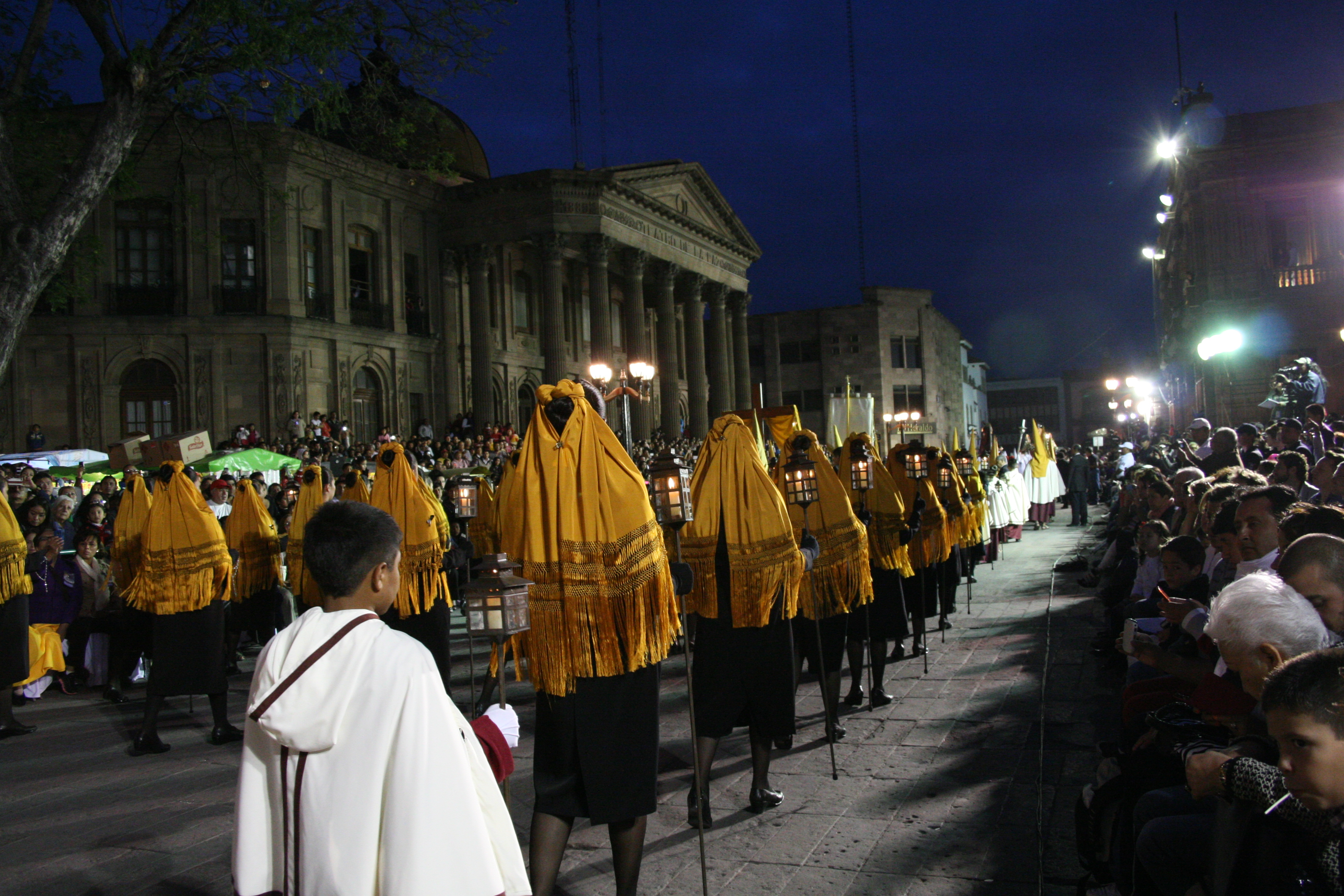
نساء مكسيكيات يرتدين المانتيلا خلال تطواف الجمعة الحزينة في مدينة سان لويس بوتوسي.

شكلت التعاليم الكاثوليكية في المكسيك المواقف المجتمعية حول الدور الاجتماعي للمرأة، والتي تؤكد على دور المرأة كمربية للأسرة، مع مريم العذراء كنموذج. وكان مفهوم الماريانيسمو (بالإسبانيَّة: Marianismo) متجذر في الثقافة الشعبية المكسيكية واللاتينية عموماً، وحددت دور المرأة «الصالحة» داخل الأسرة تحت سلطة الرجل. حدد باحثون آخرون «الأركان الخمسة» للماريانيسمو، أو المعتقدات المحددة التي يجب على «المرأة الصالحة» الالتزام بها، وأبرز نقاطها الفاميليزمو (بالإسبانية: Familismo) وهي الهوية القوية للفرد وارتباطه بالأسرة، سواء النواة أو الأسرة الممتدة. ولعزو هذا الاعتقاد، تعمل النساء اللاتينيات كمصدر لقوة الأسرة من خلال الحفاظ على سعادتها العامة وصحتها ووحدتها. ومن أجل الحفاظ على سمعة أسرهم، حيث لا يتم تشجيع النساء اللاتينيات على مشاركة ما يُعتبر «قضايا عائلية» مع الآخرين. والعفة حيث يُنظر إلى العذرية على أنها سمة مهمة، من خلال الامتناع عن ممارسة الجنس قبل الزواج، وتحرص المرأة على الحفاظ على سمعة أسرهم من خلال عدم تلطيخ نفسها وأسرتها بالعار. وفي كثير من الأحيان، يرتبط الجنس بمشاعر الذنب والحزن لدى الفتيات والنساء الملتزمات بالماريانيسمو. وعلى النساء السعي وراء الزواج الأحادي، والرغبة الجنسية في علاقات طويلة الأمد وملتزمة في إطار الزواج فقط. في دراسة استقصائية وطنية حديثة للشباب المكسيكي، أقر 22% من الرجال وحوالي 11% من النساء بأنهم مارسوا الجماع الجنسي قبل الزواج. وتنبع هذه النسبة المنخفضة إلى المعتقد الثقافي المشترك من التعاليم التقليدية للكنيسة الكاثوليكية ونظرتها حول العفة والعلاقات الجنسية قبل الزواج والتي كان لها تأثير كبير على ثقافة المكسيك.
بالمقابل تأثر مفهوم الرجولة (بالإسبانيَّة: Machismo) بالعديد من العوامل المختلفة، ومن ضمنها تعاليم الكنيسة الكاثوليكية ومفهومها حول الأدوار الجندرية، حيث يلعب المذهب الكاثوليكي دورًا حيويًا للكثيرين داخل المجتمع المكسيكي واللاتيني عموماً. وبحسب هذا المفهوم يُنظر إلى متطلبات الرجولة للذكر بأن يكون «مفرط الذكورة، وقوي، وأبوي، ومهيمن جنسياً، ومعيل مادي»، ونتيجة لهذا المفهوم ونظرًا لأن المثلية الجنسية يُنظر إليها على أنها من المحرمات وخطيئة في المسيحية، يتعرض المثليين جنسياً للإضطهاد وتقمع هويتهم الجنسية المثلية في المكسيك وأميركا اللاتينية عموماً. وساهمت الكنيسة الكاثوليكية أيضًا في ظهور نظرة سلبية للمثليين جنسياً في المجتمع المكسيكي وتجذيرها في المجتمع.

### الأسرة
تُركز الثقافة المسيحية بشكل ملحوظ على الأسرة، وتاريخياً، كانت الأسرة الممتدة هي الوحدة الأسرية الأساسية في الثقافة والمجتمعات الكاثوليكية. وتضع الثقافة المكسيكية الكاثوليكية قيمة عالية للأسرة، وتحبذ الثقافة الكاثوليكية المكسيكية على إنجاب الأطفال باعتبارهم من أهم القيم في الحياة الأسرية. غالبَا ما تميل الأسر المسيحيَّة المكسيكية إلى أن تكون متماسكة ولديها علاقات متينة مع الأسرة الموسعة والتي تشمل الأقرباء، تٌرّكز الثقافة المسيحية المكسيكية على دور الأجداد في تنشئة الأطفال.
تلعب الأسرة الممتدة دورًا هامًا للعديد من العائلات المسيحية المكسيكية، وتعتبر لبّ وقلب التجمعات العائليّة الطقوس الدينية التي تُقام في الكنيسة الرومانية الكاثوليكية على وجه الخصوص. مثل التعميد، وأعياد الميلاد، أول قربانة، التثبيت، وحفلات الزفاف. ويلعب العرّاب دورًا هامًا في هذه الطقوس. تبدو العلاقة بين الوالدين والعرابين أو المعاونين لهم مهمة ومميزة بطريقة خاصة. حيث يترتب على تلك العلاقات التزامات ومسؤوليات متبادلة قد تكون مفيدة اجتماعيًا للمشاركين. كما ويتطلب من العرّاب تلقين الأطفال وتدريسهم التعليم المسيحي.